# 京王5000系電車 (初代)
京王5000系電車（けいおう5000けいでんしゃ）は、かつて京王帝都電鉄（現・京王電鉄）に在籍していた通勤形電車である。
本系列は狭義の意味での5000系と、その増結用として製造された5100系が存在したが、一般的に両者をまとめて5000系として扱うことが多い。このため、本項では2形式についてまとめて記述する。なお5100系は当初5070系と名乗っていたが、車両増備で番号重複が発生するため、1967年（昭和42年）から1968年（昭和43年）にかけて改番されて5100系となった。
本記事では京王線上で東側を「新宿寄り」、西側を「京王八王子寄り」と表現する。編成単位で表記する必要がある場合は、新宿寄り先頭車の車両番号で代表し、「5701編成」もしくは「5701F」の様に表現する。編成表は各種文献に倣って新宿寄りを左側として表記する。

## 概要
京王線系統は1963年（昭和38年）8月4日に架線電圧の1,500V昇圧を実施し、同年10月に新宿 - 東八王子間をそれまでより10分短縮した40分で結ぶ特急電車の運行を開始した。その特急などの優等列車運用に使用するため、昇圧と同時にデビューしたのが本系列である。1963年（昭和38年）から1969年（昭和44年）にかけて5000系が4両編成23本、5100系が2両編成12本・3両編成13本の計155両が日本車輌製造東京支店・東急車輛製造・日立製作所で製造された。
それまでの京王線車輛とは車体色・デザインが一新され、路面電車由来の軌道線から本格的な都市鉄道への脱皮を果たしたことを象徴する車両として、京王のイメージアップに大いに貢献した。また前年1962年（昭和37年）に登場した井の頭線用の3000系に続いて、登場翌年の1964年（昭和39年）度の鉄道友の会ローレル賞を受賞している。同一鉄道事業者の2年連続受賞は京王が初であった。
また1968年（昭和43年）4月に導入された車両からは関東地方初、また通勤形電車のうちロングシートを装備した車両という条件に限れば日本初の冷房車となった。
旅客用車としては1996年（平成8年）12月1日まで、事業用車に転用された3両が2004年（平成16年）8月1日まで京王線で運用され、引退後は1両が京王れーるランドで保存されている。また1987年（昭和62年）以降、伊予鉄道をはじめとした地方私鉄に全体の4割以上となる67両が譲渡され、一部は本系列のデビューから60年を経過した2023年現在も運用されている。

### 登場の背景
1950年代以降、太平洋戦争後の復興と日本経済の順調な発展から、京王線が走る東京都下西郊の三多摩地区の人口は急増していた。京王線の乗客も急増し、輸送人員全体で見ても1950年から1955年の間に1.8倍に、1960年には1950年の2.7倍にまで伸びた。
京王も輸送力増強に努め、1950年の2600系より他の大手民鉄並みの車両の大型化、京王電軌時代からの中型車にも長編成化工事を行い、曲線改良や重軌条化などを進めて1960年（昭和35年）10月1日のダイヤ改正からは最大5両編成で、翌年にはラッシュ時の運転間隔を2分15秒まで縮めるなどの輸送力増強対策を矢継ぎ早に進行していた。しかし抜本的な輸送力増強のためには、車両の全面的な大型化と長編成化・スピードアップが必要であり、そのために架線電圧の1500Vへの昇圧、新宿駅及び付近の路線の地下移設を計画した。
京王は新宿駅地下化に際しては地上の敷地に駅ビル建設を行い、百貨店業に進出することを決定し、百貨店のあるべき姿の参考として1962年（昭和37年）7月、沿線利用者を対象に「京王のイメージ」に対するアンケート調査を行った。しかし「暗い」「地味でパッとしない」「電車がのろい」というマイナス評価が「堅実」・「大衆的」というプラス評価を上回るという厳しい結果となった。
このため、鉄道部門でも従来のイメージを刷新するべく新宿駅 - 東八王子間を40分以内で結ぶ定期特急を新設するとともに、昇圧時に中型車を置き換えるための車両は、その特急運用に充当するのにふさわしいエクステリア、すなわちアンケートのマイナス評価を覆すような「スマート」「明るい」「速い」イメージを持った車両として開発されることとなった。

## 車両概説
5000系は2M2Tの4両固定編成を構成し、系列中に4形式が存在する。5100系は1M1Tの2両編成もしくは2M1Tの3両編成で、系列中に3形式が存在する。本系列は京王線としては初めて、当初から運転台を持たない中間電動車が製造された。
3両編成と4両編成の電動車はMM'ユニット方式を採用しており、集電容量的にはパンタグラフは1ユニットに1つで十分だったが、電気摩耗を少なくするため、各車1基搭載としてどちらも上げて使用した。
クハ5700形5000系の編成において新宿側の先頭車となる制御車 (Tc1) 。補助電源装置を搭載している。
デハ5000形5000系の編成において中間に組み込まれる電動車 (M1) 。デハ5050形と電動車ユニットを組む新宿側の車両。パンタグラフの搭載位置は新宿側。主制御装置を搭載している。
デハ5050形5000系の編成において中間に組み込まれる電動車 (M2) 。デハ5000形と電動車ユニットを組む八王子側の車両。パンタグラフの搭載位置は八王子側。電動空気圧縮機と電動発電機をそれぞれ2基搭載している。
クハ5750形5000系の編成において八王子側の先頭車となる制御車 (Tc2) 。電動空気圧縮機を搭載している。
デハ5100形5100系の編成において新宿側の先頭車となる制御電動車。1967年の新造車まではデハ5070形として登場した。パンタグラフの搭載位置は八王子側。主制御装置を搭載している。デハ5101 - 5112はデハ2700形の電装品を流用した(Mc)、デハ5113以降はデハ5150形とユニットを組む（Mc1）。
クハ5850形5100系の編成において京王八王子側の先頭車となる制御車 (Tc) 。1967年の新造車まではクハ5770形として登場した。補助電源装置・電動発電機を搭載し、2両編成用の車両は電動空気圧縮機も搭載している。
デハ5150形5100系のうち、電装品も新造している5113編成以降の中間に組み込まれた電動車(M2)。1968年に登場したため、当初からデハ5150形である。パンタグラフ搭載位置は八王子側。電動空気圧縮機、補助電源装置を搭載し、デハ5100形とユニットを組む。
本節では以下1963年に登場した1次車の仕様を基本として記述し、増備途上での変更点は別途節を設けて記述するため、5100系については当時の形式名・5070系として記載する。編成については編成表を参照のこと。

### 車体
車体は5000系と5070系は共通の普通鋼製車体である。井の頭線に投入した3000系はステンレス車体だったが、同系の設計段階で踏切事故後の復旧法が検討された際、京王線は踏切が約340箇所と多く、踏切事故の発生頻度も井の頭線とは比較にならないほど高かったため、京王線向け車両は修復を容易にするために普通鋼製車体を採用している。
先頭車・中間車ともに全長17,500 mm（連結面間長18,000 mm）・車体幅2,700 mm（外板間、最大寸法は2,744 mm）・屋根上高さ3,530 mm・パンタグラフ折り畳み高さ4,100 mmである。全長と車体幅は2010系よりも拡大され、井の頭線3000系の第1・2編成と同寸（連結面間は3000系の方が長く、台車中心間距離は5000系の方が長い）となった。京王線の既設ホームとの兼ね合いから、車体断面がストレートだった3000系の第1・2編成とは異なり、車体裾部分を絞る形状として台枠上面部の幅は既存車と同じ2,600 mmとしている。そのため車体前位の扉間窓下に取り付けた京王帝都の社紋は、車体を絞る部分を避け、既存車よりも高めの位置とした。腰板を折った裾絞りの断面形状は当時首都圏の通勤形車両としては珍しく、他社では本系列の1年後の1964年（昭和39年）に登場した小田急2600形と、1970年（昭和45年）に登場した相鉄新6000系程度しか類例を見ない。
側面窓及び扉の配置は、2ドアクロスシート車とする案もあったが、新宿 - 八王子間の距離が40kmにも満たないことや、朝ラッシュアワーの新宿方面の列車に必ず使用されるため、その際の客扱いに懸念があったことと、在来車との汎用性を持たせることから、2700系以降の京王線車輛や3000系第1・2編成と同様にいわゆる「新関東型」を踏襲し、3ドアロングシート車とした。先頭車がd1D3D3D2、中間車が2D3D3D2となっている。客用扉として幅1,200 mmの片開扉を3か所に配し、扉間は1,000 mm幅の上段下降・下段上昇タイプで3000系でも採用したバランサー付きのセミユニット方式アルミサッシを、窓間250mm・ドア吹き寄せ部300mmの柱を挟んでドア間に3枚ずつ・連結面に2枚ずつ配した。ガラスはそれまでの京王車両でも破損防止のために採用されていた5mm厚の強化ガラスを用いた。
前面のデザインは京王社内で出た意見をもとに、東急車輛のデザイナーがまとめた。当初から5000系と5070系を併結した6両編成での運転が計画されていたことと、新宿 - 初台間の地下線での脱出路として使うことも想定して、京王史上初めて前面に貫通扉を設けるデザインを採用している。貫通路は幌台座をシールドビーム2灯を配したヘッドライト部分まで一体化したデザインとし、扉下部に行先方向幕、連結した時に前後の車両を行き来できるよう渡り板を備えている。運転台窓は車体全体の曲面デザインに合わせること、更に貫通路や併結時に使用される運転台仕切りで狭くなった乗務員の視野を広げる目的で、熱線吸収式の曲面ガラスを採用した。幕板は運転席直下に種別表示のサボを掛け式で設け、上部に尾灯、車体下部に標識灯を横長の角形形状のランプで配した。位置はそれまでの京王線車両と共通である。曲面を巧みに取り込んだこの前面デザインは、1992年（平成4年）に登場した8000系の曲面を取り入れた前頭部と、2001年（平成13年）に登場した9000系の正面デザインにまで影響を及ぼしている。
屋根は車体色に調和させるためライトグリーン塗装とし、アイボリーに塗装されたFRP製の通風器が1両当たり6つ配置されている。3000系のそれと同じく、東急7000系など1960年代初期に登場した東急車輛製のオールステンレスカーで多く採用された台形の形状をしたもので、パンタグラフ部は干渉しないようやや斜めに変形されている。

### 内装
車内設備に関しては極力3000系と共通設計を行った。室内は天井は白、それ以外はベージュの白色系メラミン化粧板、客用扉は軽量で剛性の高いヘアライン仕上げのステンレスを採用した。客室側はステンレス地そのままとした他、荷物棚などはつかみ棒を兼用するステンレスパイプで構成するなど、無塗装化が図られている。ロングシートは赤茶色系統のモケットを使用し、全体としては暖色系にまとめられている。車内通路にはドア部分も含めた全長にわたって吊手を設置した。
天井には3000系と同様に送風装置として採用された40cm径のファンデリアが配置され、先頭車は2,700mm・中間車は2,900mm間隔でそれぞれ6つ、通風器の真下に取り付けられている。ファンデリアの化粧板は無塗装化を図ったその他の内装に合わせ、アルマイト仕上げとした。連結面は2000系、2010系や3000系と同じく、扉などが設けられていない1,250mm幅の広幅貫通路である。
なお運転台についても内装はメラミン化粧板を採用、機器類はステンレスによるキセ（カバー）で覆うなど、無塗装化と配置の工夫による乗務員室の居住性向上を図っている。

### 塗装

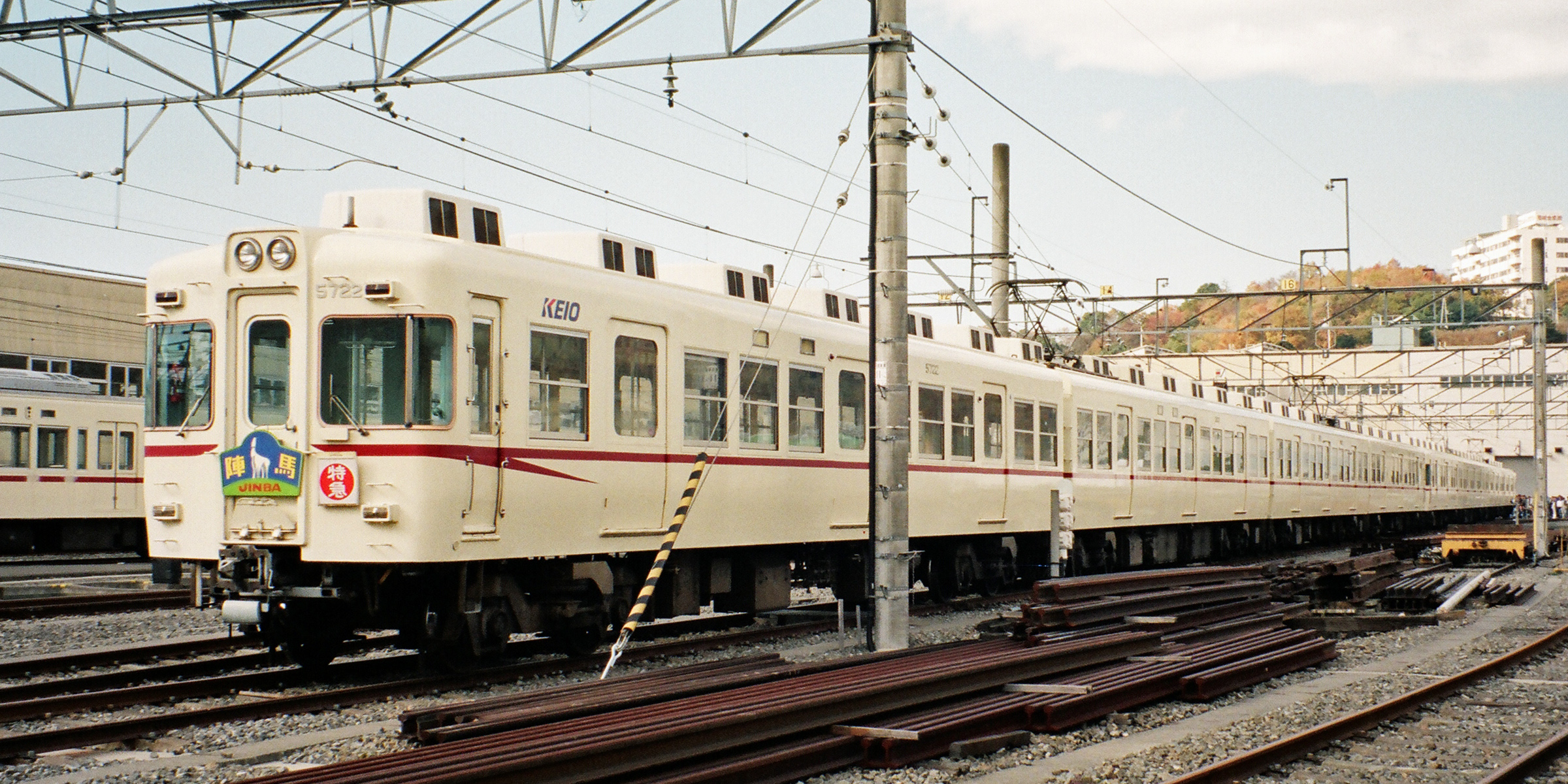
初期の車両にみられた「ヒゲ」をサヨナライベント時に再現したクハ5722（1996年12月1日）

前面デザインを担当した東急車輛のデザイナーは、塗装についてはそれまで京王線及び井の頭線の多くの車両に使われていた緑色の単色塗装を想定していたが、先述のアンケートの結果を踏まえ、それにこだわらない新たなものが模索された。当時京王帝都電鉄の鉄道担当常務だった井上正忠からは、新たな京王のイメージを形作るものとして「（ライトグリーンよりも）明るい色にしなさい」「白が良い」との意見が出され、踏切担当部門や電車区からの「ライトグリーンよりも視認性の高い車体色を」との声も取り入れ、外部デザイナーによってデザインが作成された。桜上水工場ではクハ2783が新塗装の見本として塗装が行われた。
最終的に5000系の塗装は新宿副都心をイメージする色として車体全体をアイボリーに塗装し、力強い発展というイメージでえんじ色の帯を、側面窓下から正面まで回り込むように配したデザインとなった。帯の太さは80mmとかなり細いが、これはあえて不安定な太さとすることで適度な緊張感を持たせ、見る者の意識に引っ掛かるようにするという意図があった。更にスマートさやスピード感を出す狙いで、先頭車の帯は乗務員室扉付近から、ひれやヒゲのように飛び出すラインが加えられた。
このアイボリーはその後京王グループのコーポレートカラーとして、バスやタクシーなどを含めて広く用いられている。

### 機器

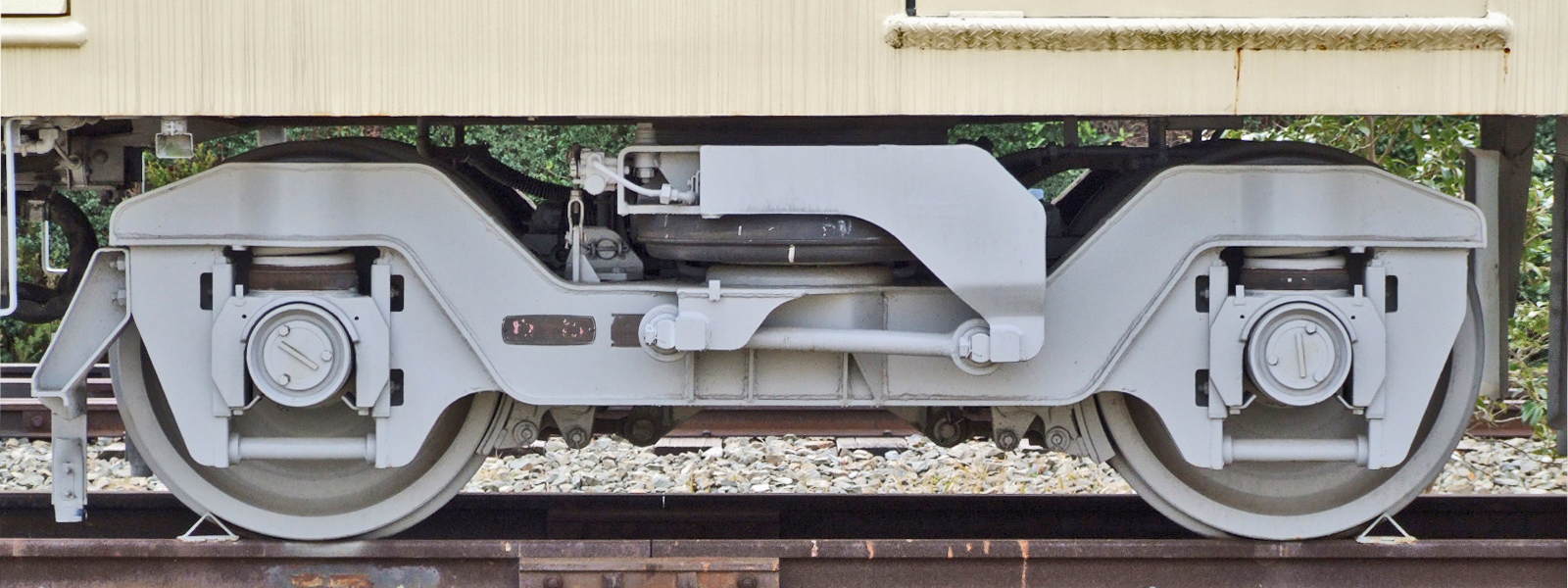
TS-805A台車（クハ5723）

完全新造車の5000系と機器流用車の5070系では、大きく異なるためそれぞれ説明する。
なお5000系の増備に際して生じた走行機器バリエーションはきわめて豊富で、駆動方式は吊り掛け駆動方式とカルダン駆動方式、主電動機・主制御器は3種、台車は12種が存在したが、詳細は別項で解説する。

#### 5000系
本系列は2M2T・電動車はMM'ユニットの4両固定編成である。1959年（昭和34年）より京王線に投入されていた2010系4連が十分な性能を発揮していることから、同系列の構成をほぼ踏襲し、電動車を中間車に変更・特急運用に伴う高速走行を考慮した主電動機の熱容量アップ・前年に導入された井の頭線3000系の経験を生かした改良を加えた。車体に比べて革新的な要素は少ないが安定した仕組みの高経済車である。
主電動機は2010系が搭載した日立製作所HS-837-Brbの出力増強版である直流直巻補償巻線付主電動機・HS-833-Grbを採用した。この主電動機は最弱界磁19％Fという広範囲な界磁制御を可能としたもので、85:14=1:6.07という大歯車比でトルクを高めることで、定員の2倍程度まで加減速度を一定に保つという牽引力を重視した特性を持ちつつ、80km/h時の加速度1.5km/h/s、平坦線釣合速度120km/hの高速性能を実現した。起動加速度は2.5km/h/s。
制御装置は日立製作所製MMC-HTB20Bを搭載したが、これは新造ではなく2010系が昇圧に際して完全なMM'ユニット化され、デハ2060形の搭載していたMMC-LHTB20が不要になるため、それを1500V専用・HS-833用に改造したものである。シンプルな大径1回転カムであるが多段制御が可能で、非常回送回路を装備し、遮断器などの故障で段数を進められなくなっても、主電動機・主抵抗器が無事なら回送スイッチを押すことで運転を続けられるようになっている。
集電装置は製造費低減のため、廃車になった京王線中型車などからPS13パンタグラフを流用した。3000系はPT42パンタグラフを新造したが、当時京王線車両のほとんどが使っていて取り扱いにも慣れていること、後述するように空気ばね台車を装着しているため、高速走行時も充分安定して集電できるということから流用品で済まされた。
制動装置は後述する増結用の5070系の走行装置や、既存の京王線車輛との関係上、2010系と同じA動作弁を用いブレーキ管減圧制御を行う自動空気ブレーキに、中継弁によるブレーキ力増幅と電磁弁による電磁速動機能・発電ブレーキとの連動機能を追加した、予備直通ブレーキ機能および機械式応荷重装置付きのARSE-D電磁自動空気ブレーキを搭載する。
台車はデハ5000形・5050形がアンチローリング装置を設けた日立KH-39、クハ5700形が東急車輛製造TS-320、クハ5750形は日本車輌製造NA-312T、いずれもインダイレクトマウント構造を採用した空気ばね台車で、京王線向けでは初の空気ばね台車採用となった。日立製と日車製はウィングばね式であるため外見上DT32形台車とよく似ている。東急製は軸ばね式で、更に保守不要のゴムベロー制動筒付きユニットブレーキを装備した。いずれの台車も標準軌に改軌できるようになっていたほか、制御車用の台車はどちらも電動車用にできる構造になっていた。1次車の制御車わずか6両に2種の台車が使用されているのは、当初クハは製造費低減のためにパンタグラフ同様、昇圧工事に際して廃車となった中型車のイコライザー式の台車が流用される予定であったところ、東急車輛と日本車輛が試作的な空気バネ台車を制作して京王に提供したためと言われる。

#### 5070系
本系列はMc+Tcの2両編成で、6両編成運転時の増結や2両+2両で運用することを想定して作られた。
主電動機・台車・制御器・パンタグラフはデハ2700形を電装解除して流用している。主電動機は東洋電機製TDK553/4-CM、歯車比59:21 = 2.81の吊り掛け駆動、制御器は東洋電機製ES-556B、制動装置もARSE電磁直通自動空気ブレーキで、性能についてはデハ2700形+クハ2770形の2両編成と同一であった。
車体だけのセミ新車とした理由は、昇圧や路線の改良などにも費用を費やしており車両にかけられる予算に限界のあった京王が、その中でも輸送力増強と車輛の体質改善を行おうとした施策の一環である。2010系の運用実績から、京王社内では5000系＋5070系の6両編成は3M3Tで運用できる自信を持っていたが、MM'ユニットの電動車を1Mとして使った実績はあったものの機能の制限が必要で、MTユニットの新形式を開発する余裕もなかった。そこで当時京王社内でスモールマルティー（○に小文字tを入れる。以下ⓣ）と呼ばれたサハ2500形・2550形を置換する大型サハ、通称ラージマルティー（○に大文字Tを入れる。以下Ⓣ）の一部はデハ2700形を中間サハに改造することで充当し、発生した電装品を5070系に流用することとした。元々2700系の電装品はカルダン駆動車と伍して優等運用に耐えうる性能を持っていたため、電気ブレーキは装備していなかったが、5000系との併結運用は大きな問題はなかった。
デハ5070形の台車は、先述の通りデハ2700形から流用の東急TS-101B、クハ5770形も2両が流用品の東急TS-306B台車、1両は2000系予備台車を改造した日立KH-14改を装着した。いずれもコイルばね台車である。コイルばね台車ゆえに、5000系と併結すると空車時の車高には差があった。

## 増備途上での変更点
1次車（1963年8月　5701F-5703F、5071F-5073F）
- 京王線1500V昇圧当日の1963年8月4日にデビューしたグループ。車内のスピーカーは4か所で、ドア上の鴨居部には塗装品が使用されていた[41]。クハ5771などは増結運用を想定し、前面に貫通幌を取り付けて入線している[42]。

2次車（1963年12月　5074F-5076F、1964年2月　5004F-5006F）
- 1964年4月29日の動物園線開業を控え、新宿からの直通運転を行うことと、同年秋の特急の全列車6連化のための増備車[43]。ただし5070系は1963年の冬のラッシュ時対策で6連運転を増やすために先行で導入した[3]。クハ5770形が貫通幌をつけて導入された点は1次車と同様[3]。
- 車体及び台車はほぼ1次車と共通だが、室内設備で客室内スピーカーを6か所に増設し、ドア上の鴨居部分もステンレス製に変更した点が異なる[41]。

3次車（1965年3月　5707F・5708F 、1965年4月　5077F・5078F）
- 京王線の車体限界拡張工事が完了し、ホーム上面高さが2,700mmに拡大されたことで最大寸法2,844mm、車体は2,800mm・すそ幅2,700mmと車体幅を100mm拡大した[44][45]。正面窓幅・柱幅なども変更している[35]。また側面幕板部分に運転台から操作可能な行燈式の種別表示器を追加し[35]、パンタグラフをPT-42に変更。
- デハ5000形・デハ5050形の台車がKH-39A、クハ5700形・クハ5750形は日本車輛NA-312Aとなった[45]。またクハ5770形も新造台車装備となったが、こちらは中型車からグリーン車に流用されていた老朽台車の淘汰用台車のテストを目的に、クハ5777が日車NA-16T、クハ5778が東急TS-321という空気ばね台車に改造可能な金属ばね台車を新造して装着した[35]。

4次車（1966年4月　5709F・5710F　1966年5月　5079F・5080F）
- 翌年の高尾線開業を控え、分割特急運用を想定して先頭車の連結器は電気連結器付きの密着連結器に変更[46]。これにより他系列との連結を想定しなくなった[注 25]ことと、京王線への自動列車停止装置（ATS）導入を見越し、ブレーキをより高性能な電磁直通ブレーキ（HSC）への変更を実施した[46][47]。既存車も1966年度中に連結器交換とブレーキ改造を実施した[46][47]。外観では前面幕板部、車号の下にあった手すりが車号の上に移動している[46]。
- デハ5000形・デハ5050形の台車は日車NA-312A[46]。クハ5700形・クハ5750形・クハ5770形は日車NA-318Tというボルスタアンカーのない台車を履いていた。

5次車（1966年12月　5711F-5713F、5081F-8083F）
- 分割特急の誤乗防止策も兼ね、側面に車両順位札差（何号車かを表示する）と行先方向表示幕を追加[46][47]。これに伴い種別表示器を巻取り式に変更し、前面方向幕とともに自動化・一斉操作できるように変更した[47]。既存車も高尾線開業までに全車改造。正面窓上（パノラマウィンドウの桟の上）に手すり追加[46]。
- 5000系の主電動機を150kWに強化したHS-833-Grbに変更し[46]、制御器も新造品MMC-HTB20cとした。いずれも勾配のある高尾線運用を見据えたもの。
- 5070系は優等列車の7両化計画、サハ2500・2550形置き換えのためのデハ2700形の電装解除が必要なくなったことから、デハ5083より将来の2M1T化を見据えて下回りもカルダン駆動の新造品となった[46][47]。電装品は4次車までの5000系と同一で130kWの主電動機とデハ2060から流用したMMC-HTB20B。
- デハ5000形・デハ5050形、デハ5083の台車は日立KH-55[46]、または東急TS-324[注 26]に変更。クハ5700形・クハ5750形・クハ5770形は日車NA-321T[46]。

6次車（1967年3月　5714F・5715F、5084F・5085F）
- 高尾線開通に備えた増備車。京王線で導入が決まったATSを装備[48]。
- デハ5000形・デハ5050形・デハ5070形の台車は日立KH-55A[48]。クハ5700形・クハ5750形は日車NA-321AT[48]。

7次車（1967年9月　5716F・5717F、5086F-5088F）
- 6次車同様高尾線開業に備えた増備。高尾線開業時のダイヤで5000系を京王八王子方面、5070系を高尾山口方面で使用することとしたが、距離の関係から高尾線特急は高幡不動に戻ってくるタイミングが1本遅くなるため、5070系を1運用分増やすために1本多く増備された[47]。
- 先頭車の「ひれ」塗装を廃止。5000系と5070系が常時併結されていることが多くなり外見をすっきりさせたい、帯を塗装ではなくテープに変更するなどの事情[48]。
- 5717FはATS機器などの保護を目的に試験的に前面にスカートをつけて登場[47][49]。5086Fと連結して高尾線開通祝賀列車にも起用された[49]。
- 台車はこの増備から東急車輛製に統一。電動車がTS-804、制御車がTS-805[49]。

8次車（1968年5月　5718F・5719F　1968年6月　5119F-5121F、デハ5164-5168、1968年12月　デハ5163）
- 5000系の増備が進み、「5070系」では番号が埋まってしまう可能性が高くなったため、5100系として登場した。特急の7連化に伴い当初から3両編成を組んでいる[47]。
- 後述するように5718F・5719F、5119F-5121Fは試作冷房車[47]。それに伴いデハ5050形とデハ5150形の電動発電機を大容量化し、さらに2台搭載している。5119F-5121Fも冷房搭載による重量増加を見越して主電動機を150kWに変更[47]し、制御器も流用分がないため新造している。台車は電動車がTS-804A、制御車がTS-805A。
- 5100系用の増結車は電装品から新造された5113F（旧5083F）以降に連結し、当初予定通りMM’ユニットを組む。主電動機は連結相手に合わせて130kwで、非冷房で登場した[47]。台車は8次車とサフィックス違いのTS-804B。

9次車（1969年2月　5020F・5021F、5122F・5123F）
- 量産型冷房車[47]。メカニズム的には8次車とほぼ同様で台車・電装品などは共通。

10次車（1969年6月　5022F・5023F、1969年8月　5124F・5125F）
- 最終増備車。基本的に9次車と同じで台車・電装品などは共通。相模原線京王多摩川駅～京王よみうりランド駅間延長（1971年）以前に製造された京王線車両では最後の新車でもあった。

### 冷房装置

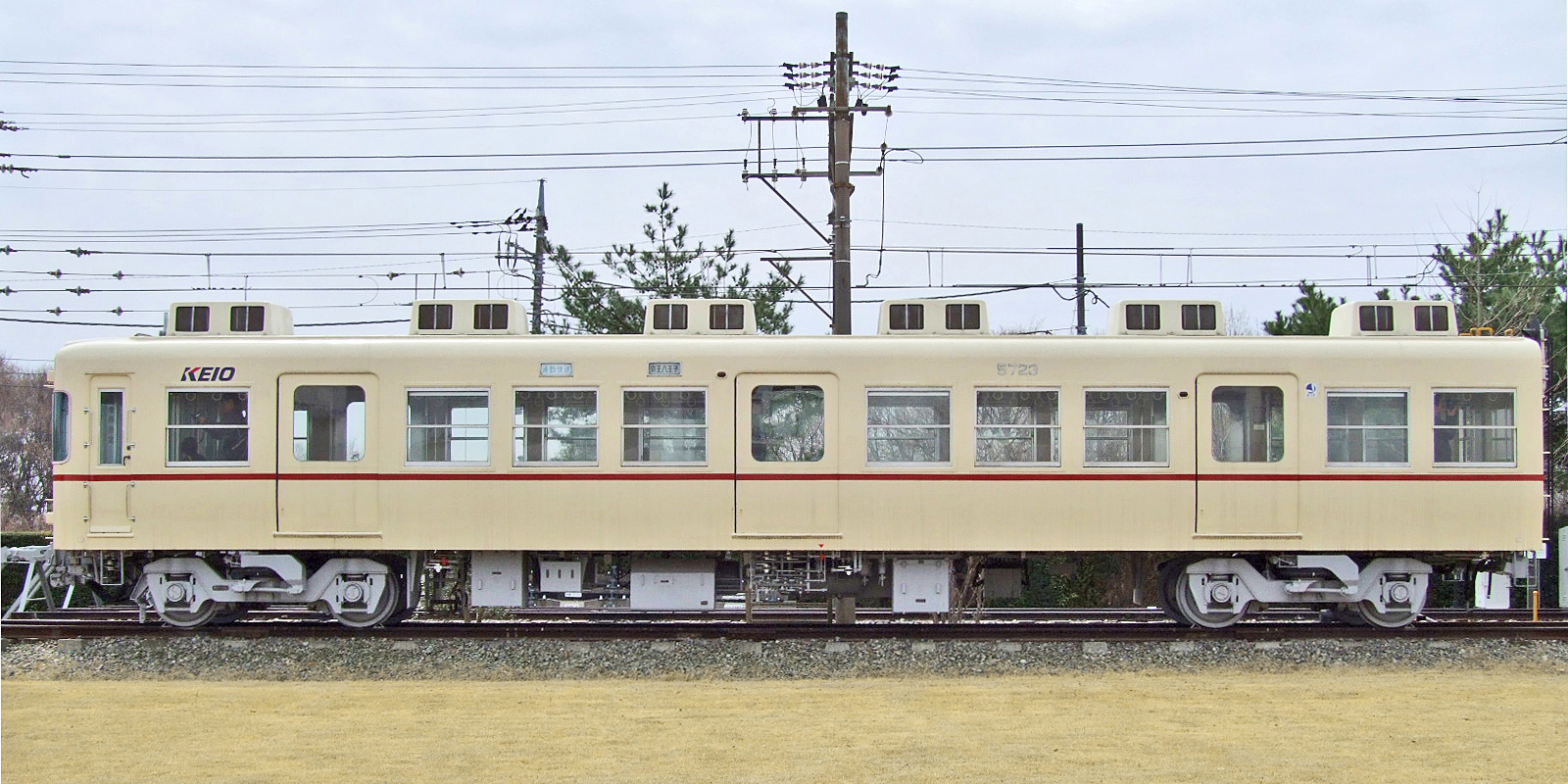
分散型RPU-1508 (4,500kcal/h・5.23kW) ×6基を搭載したクハ5723

1968年（昭和43年）に製造された8次車が冷房装置を搭載した。9次車と同時に非冷房車1編成が1969年に冷房化され、その後非冷房車も大きく2回の時期に分けて改造されたが、車軸の安全強度上、問題のない車両に限って行われ、5701 - 5710編成とつりかけ駆動の5101 - 5112編成が改造対象から外れた。
試作新製冷房車（1968年）
- 5718編成・5119 - 5121編成 : 分散型RPU-1506（冷凍能力4,500kcal/h・5.23kW）×8基（デハ5100形は7基）
- 5719編成 : 集中型FTUR-375-301 (39,000kcal/h・45.34kW)

純然たる通勤形電車への冷房装置設置は前例がないため、乗車定員2倍を目標として比較が行われた。横流ファンを搭載したために天井高さが低くなり、吊り広告が廃止された。また、各車とも海側にベンチレーターがある。
試作改造冷房車（1969年）
- 5716編成 : 分散型RPU-1507 (4,500kcal/h・5.23kW) ×6基（デハは4基）

定員乗車を目標として元々あった通風器の箇所に設置した。そのため、そのまま交換・設置するとパンタグラフと干渉するデハ5000・5050形では4基しか搭載していなかった。
量産新製冷房車（1969年）
- 5720・5124 - 5125編成 : 集中型FTUR-375-202 (27,000kcal/h・31.39kW)
- 5721 - 5723・5122 - 5123編成 : 分散型RPU-1508 (4,500kcal/h・5.23kW) ×6基

試作新製冷房車での比較検討の結果、冷房容量が過大であったために見直しを行い、横流ファンの取り付けは見送られ、吊り広告が復活した。ベンチレーターも設置されていない。
量産改造冷房車1（1970年 - 1972年）
- 5711 - 5715・5717編成 : クハ5700・5750形は分散型RPU-2203 (8,000kcal/h・9.3kW) ×4基、デハ5000・5050形は集中型FTUR-375-205 (30,000kcal/h・34.88kW)

先頭車と中間車でクーラー形状が分けられた。以後、このパターンが新製・改造問わず標準的となり、3000系・6000系でも採用される。
量産改造冷房車2（1979年）
- 5113 - 5118編成 : 集中型FTUR-375-208 (30,000kcal/h・34.88kW)

1977年（昭和52年）以降の新製車から全車集中型が標準となったことにより、最後に改造された本グループも集中型のみとなった。
5716編成のデハは冷房容量の不足が否めなかったため、1985年（昭和60年）に集中型FTUR-375-208Bに交換された。また、新製冷房車のうち集中型を搭載した車両は冷房装置更新の際に、5719編成がクーラーキセが独特の形状をした集中型FTUR-375-206（冷凍能力30,000kcal/h・34.88kW）に、5720編成・5124 - 5125編成が集中型FTUR-375-205に交換された。なお、FTUR-375-205に関しては後年、6000系のクーラー更新時に余剰となったFTUR-375-208Bに交換された車両もある。

## 事故廃車
1979年（昭和54年）10月3日に武蔵野台駅東側の飛田給11号踏切においてトレーラーより転落した重機との二重衝突による事故で、5121編成の下り先頭車両、クハ5871号は損傷が大きかったことから復旧を断念し同年11月16日付で廃車され（詳細は「日本の鉄道事故 (1950年から1999年)#京王帝都電鉄京王線列車障害事故」を参照）、翌1980年1月末に高幡不動検車区にて解体された。この際に残った5121編成の2両は当時編成を組んでいた5713編成との編成順序を入れ替え変則6両編成の各停などで運用復帰した。後年の1989年頃には各停の7両編成化に伴い、5721編成からクハ5771を抜き取って7両編成となった。他方でクハ5771を供出した5721編成は5716編成との変則7両編成を組成した。

## 運用の変遷

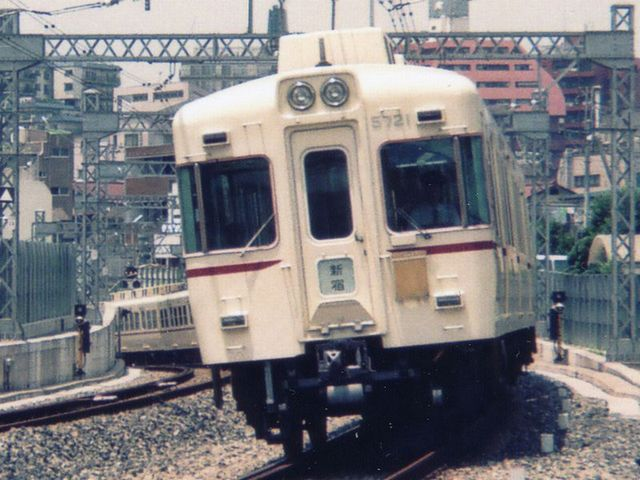
各駅停車の運用に就く5000系
（1991年7月8日、京王八王子 - 北野間）

1963年の投入直後は、京王のフラッグシップ車両として新宿 - 東八王子（直後に京王八王子と改称）間の特急に使用された。1967年の高尾線開業で設定された高幡不動で分割・併合する特急にも充当されたが、この時5100系には社員のアイデアで誤乗防止の「緑の吊り輪」が採用された。これは、「前3両・後4両」などと案内しても乗客には分かりにくいが、「緑の吊り輪の車両・白の吊り輪の車両」と言えば誰でも間違いなく行先がわかるというものである。このアイデアは、6000系や8000系にも受け継がれている。
1972年（昭和47年）の6000系登場以後は徐々に急行系列車の運用から撤退し、特に冷房のない初期編成は冷房車の登場で早期に急行系列車から外され、1970年代後半からは各停を主体に運用されるようになった。それでも引き続きハイキング特急「陣馬」や大晦日から元旦に運行される特急「迎光」、競輪特急、競馬特急、急行などの季節列車・臨時列車には1980年代中頃まで5000系冷房車が使用されることがあった。
その他、6000系の工場入りが重なった際にも5000系の急行系列車が一時的に見られることがあり、1988年（昭和63年）夏頃には6000系8両編成の予備車確保の目的で5000系4連の片側先頭車を外した編成を2本連結し、さらに5100系3連を連結した9両編成が現われ、平日では午前中に通勤急行や特急で、休日には特急「陣馬」で使用されたこともある。1990年（平成2年）頃までは土曜・休日の朝に5000系6・7両編成使用の快速京王八王子行が片道1本のみ存在したが、これが最後の定期急行系運用とされる。これら急行系列車への使用は冷房車に限定されていた。その後、1995年（平成7年）5月1日はダイヤ乱れがあったため、特急橋本行に片道1回のみ使用されたことがある。

5000系は地下鉄乗り入れ用車両ではないため、東京都交通局（都営地下鉄）新宿線には入線しなかった。また、車両限界の関係から笹塚 - 新線新宿間にも営業列車としては入線していなかった。

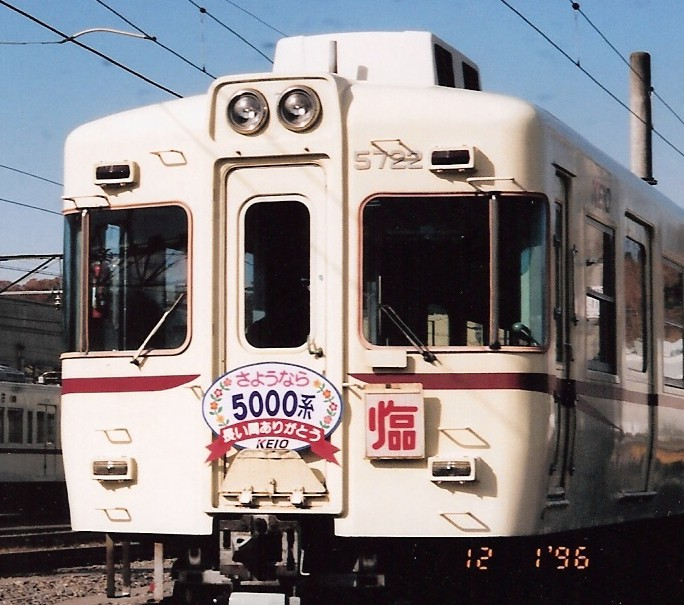
さよなら運転のヘッドマークを付けた5000系
（1996年12月1日、若葉台検車区）

本格的な廃車は1987年（昭和62年）から始まった。最初は2両編成の吊り掛け駆動車（5101編成 - 5112編成）が対象で、1989年3月21日までに営業運転を終了し、京王から吊り掛け駆動車が消滅した。これらの車両のうち21両は非冷房のまま伊予鉄道に譲渡された。この時点で残った車両は4両+4両編成と4両+3両編成にまとめられ、各駅停車で運用された。1990年（平成2年）は相模原線の橋本開業による車両増備で廃車はなかったが、翌1991年（平成3年）から狭幅4両編成の廃車も始まり、冷房のない狭幅編成は1992年（平成4年）2月までにすべて廃車となった。同年5月に8000系60両が投入されたが、橋本特急新設による運用増のためにこの時点では廃車は発生しなかった。その後、同年10月から再び置き換えが開始され、同年12月までに29両が廃車となり、非冷房車は全廃された。そして、1994年（平成6年）春に12両、1995年（平成7年）春に38両が廃車になり、5100系は事実上全廃となった。この時点で5000系のみ24両が残った。同年11月 - 12月にさらに16両を廃車したことで、4両編成を2本連結した8両編成1本のみとなり、平日は朝ラッシュ時のみ、土曜・休日は競馬場線・動物園線といった支線内折り返し列車を中心に運用されていた。
1996年（平成8年）3月のダイヤ改正以降は本線から完全に撤退し、動物園線の区間運転で使用されたが、同年11月30日に「さよなら運転」の準備と移動を兼ねて高幡不動 - 京王八王子 - 新宿 - 若葉台で最後の営業運転を行った。この際、さよなら運転の告知を兼ねた「グッドバイ。」の中吊り広告が掲出されている。翌12月1日に「さよなら運転」を行ったが、この時にかつての帯の「ひげ」をクハ5722に追加した。若葉台 - 新宿 - 京王多摩センター - 若葉台を2回運転し、午前と午後の運転の間には若葉台で撮影会も実施した。このさよなら運転は招待制であり、1,000人（午前・午後各500人）が公募されたが、実際の応募者が3,000人余りに達したことから、京王では落選通知のはがきを撮影会場に持参した人に対し、さよなら運転告知の中吊りポスターをプレゼントする程であった。さよなら運転後、8両が四国の高松琴平電気鉄道に譲渡され、1両が京王資料館に静態保存された。これにより、京王線系統から片開きドア車は姿を消す事になった。

## 事業用車への転用

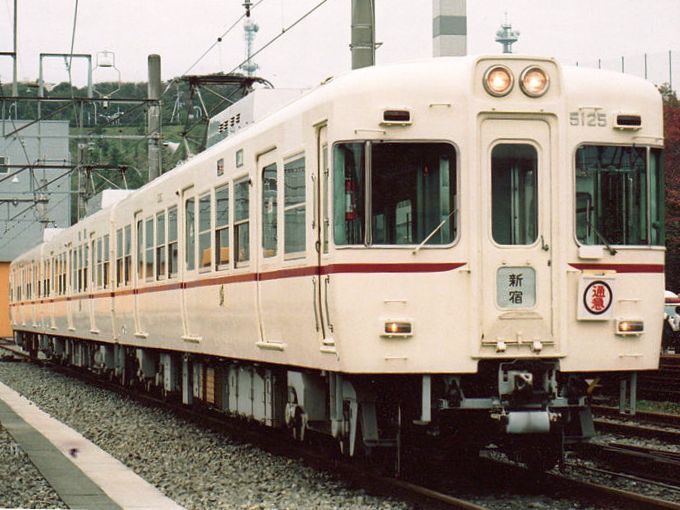
5000系メモリアル撮影会
（2004年11月14日、若葉台検車区）

最終増備車5125編成の3両が、1995年に事業用車である貨物電車として改造された。チキ290形（長物車）と接した貫通路を閉鎖、同時に吊り輪が撤去され、クワ車内にバッテリを移設、チキを連結するため棒連結器が密着自動連結器に交換され、制動が空気のみになったものの、外見は旅客営業運転に使用していた時代の状態を保っていた。普段は高幡不動検車区で待機していることが多かったが、保線作業や工事の輸送のため、時々夜間に（ごく稀に昼間にも）運転されていた。
その後、2004年（平成16年）8月1日夜中のレール運搬をもって事業用車としての使用は終了した。後継車として6000系の改造車であるデワ600形が投入された。
事業用車に使用されていた3両は、同年11月14日の若葉台検車区でのメモリアル撮影会にて一般に公開された後、翌12月16日 - 17日に車体を切断の上で群馬県館林市（東武鉄道・北館林荷扱所隣接地）へトラックで輸送され、解体業者に引き渡された。なお、1両の前頭部を京王れーるランドに静態保存する計画もあったが、中止されている。

## 地方鉄道への譲渡
5000系は全長18mの3ドア車で地方鉄道で使いやすいことに加え、デハ5100形という短編成化に向いた制御電動車が設定されていたこともあり、京王グループの京王重機整備が積極的に販売事業を行った結果、多くの車両が改造の上で地方私鉄に譲渡された。いずれの事業者も軌間が京王線系統の1,372mmとは異なるため、電動車の台車や主電動機は営団3000系電車や京急1000形電車 (初代)などの廃車発生品を流用している。
ただし、これらの譲渡先でも最終増備車登場から半世紀が経過して老朽化が顕著であることなどから、2015年（平成27年）頃より順次廃車が進行している。一方で、伊予鉄道で廃車になった車両が同じ元京王の車両を使用している銚子電気鉄道へ、富士急行で廃車になった車両が同じ富士急グループの岳南電車へそれぞれ再譲渡されるなど、第三の路線で活躍を続けるという事例も現れている。

### 譲渡先
- 伊予鉄道 - 700系
  - 銚子電気鉄道 - 3000形（元・伊予鉄道700系）
- 富士急行（現・富士山麓電気鉄道） - 1000系
  - 岳南電車 - 9000形（元・富士急行1000系）
- 一畑電気鉄道（現・一畑電車） - 2100系・5000系
- 高松琴平電気鉄道 - 1100形
- わたらせ渓谷鐵道 - わ99-5020・5070「トロッコわたらせ渓谷号」[注 40]。旧デハ5020・デハ5070

これらの車両はすべて譲渡先のオリジナルカラーで運転されていたが、2012年（平成24年）7月に一畑電車2100系、同年10月に富士急行1000系のそれぞれ1編成2両が京王時代の塗装になった。これらは、2013年（平成25年）に5000系が登場50周年を迎えたことから、3社共同企画として実施された。2024年（令和6年）12月12日に富士急1000系と一畑5000系の営業運転の終了が発表され、前述した「グッドバイ。」の共同ポスターが制作、掲出された。

### 譲渡車両の画像

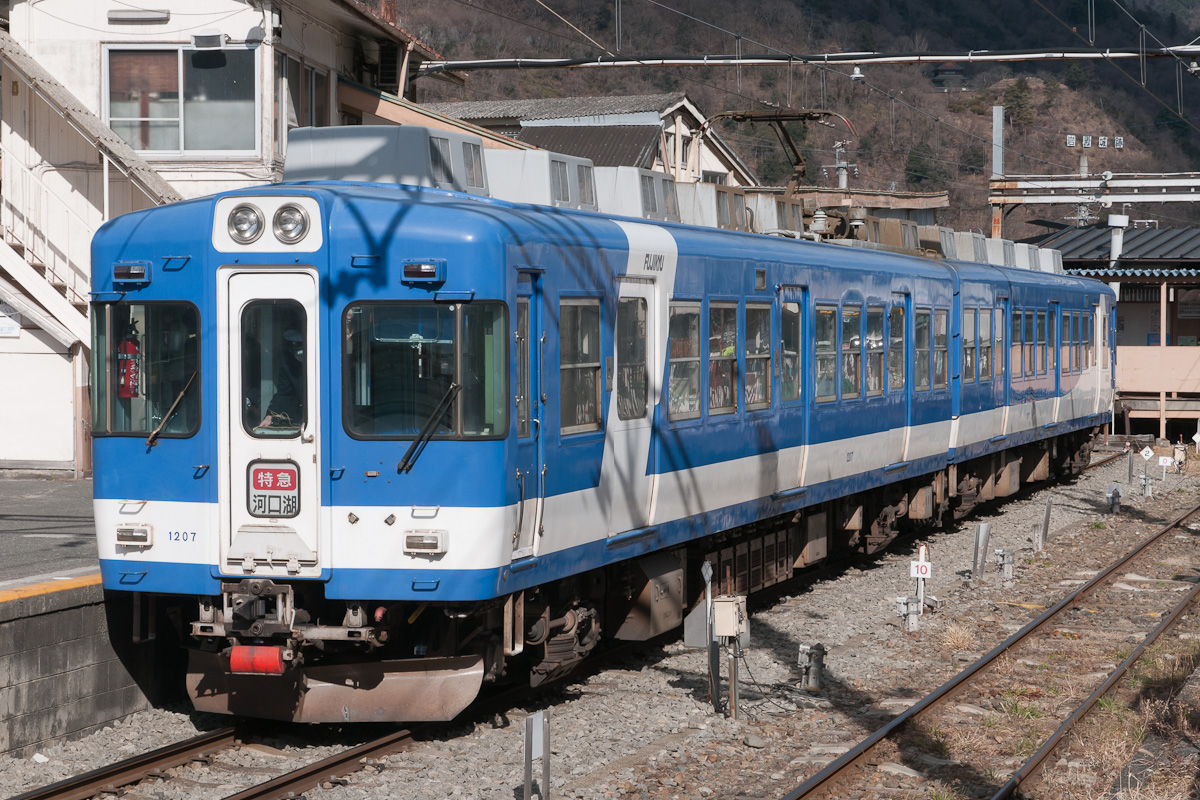
富士急行1000系
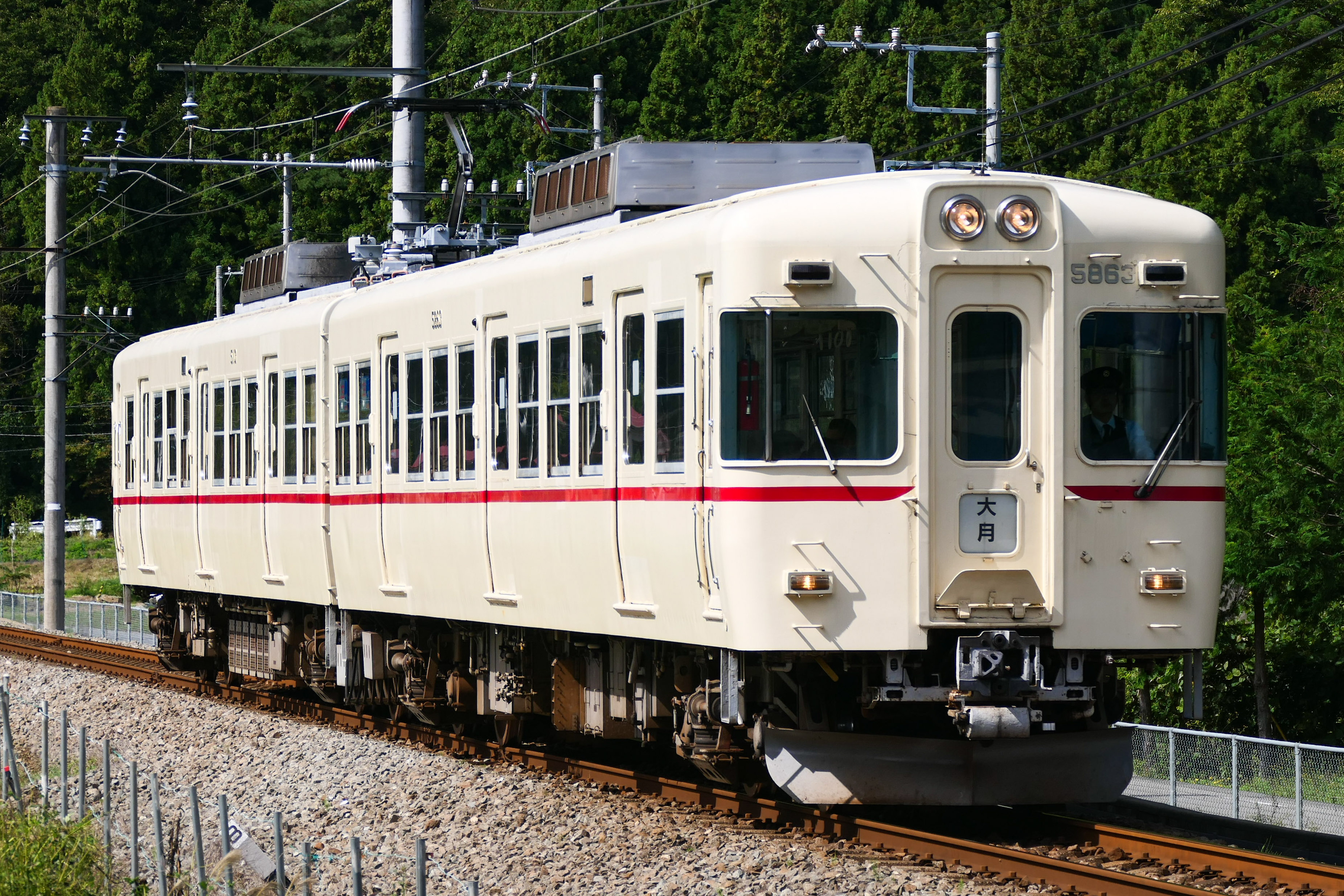
富士急行1000系 （京王5000系塗装）
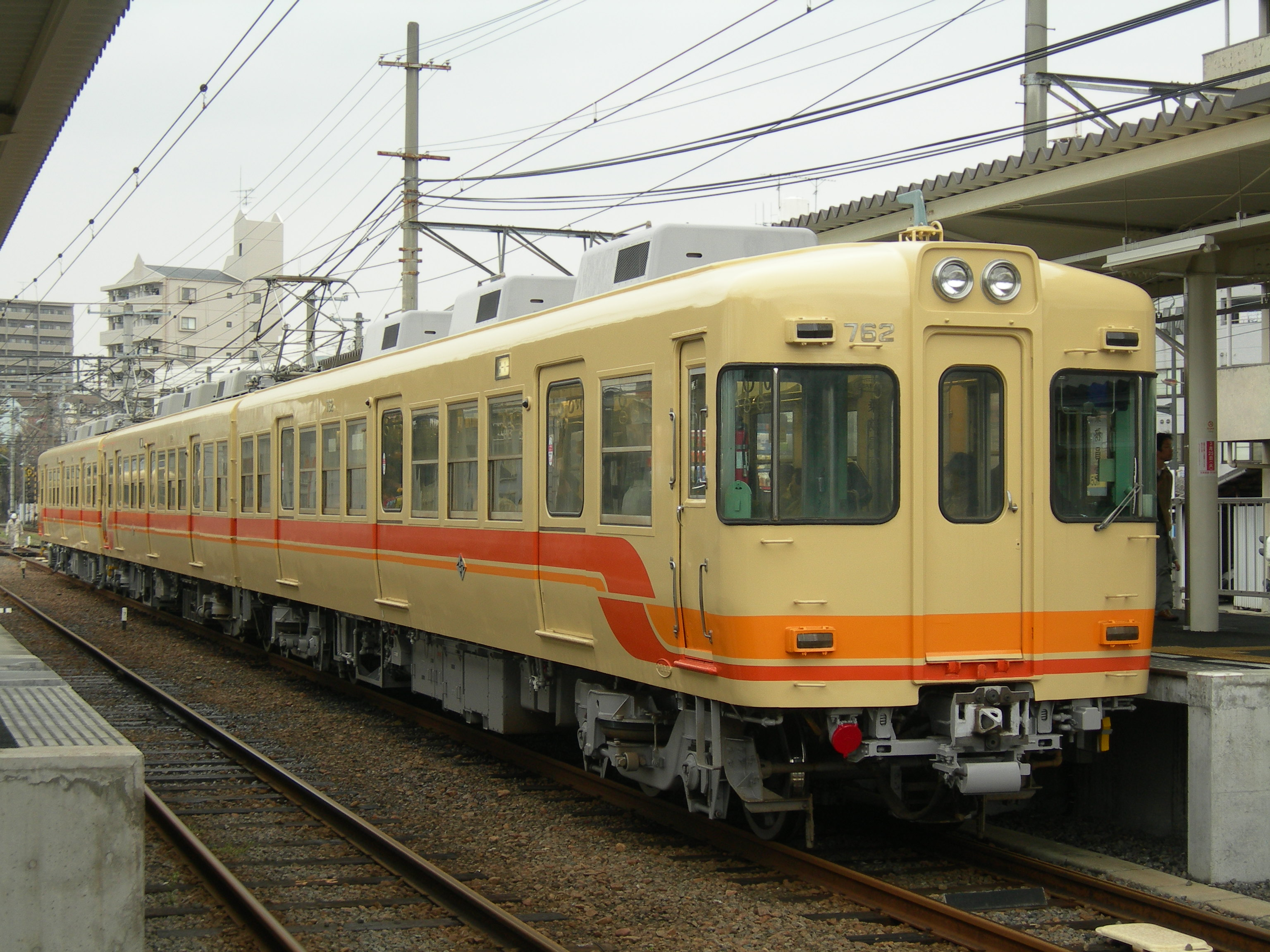
伊予鉄道700系(旧塗装)
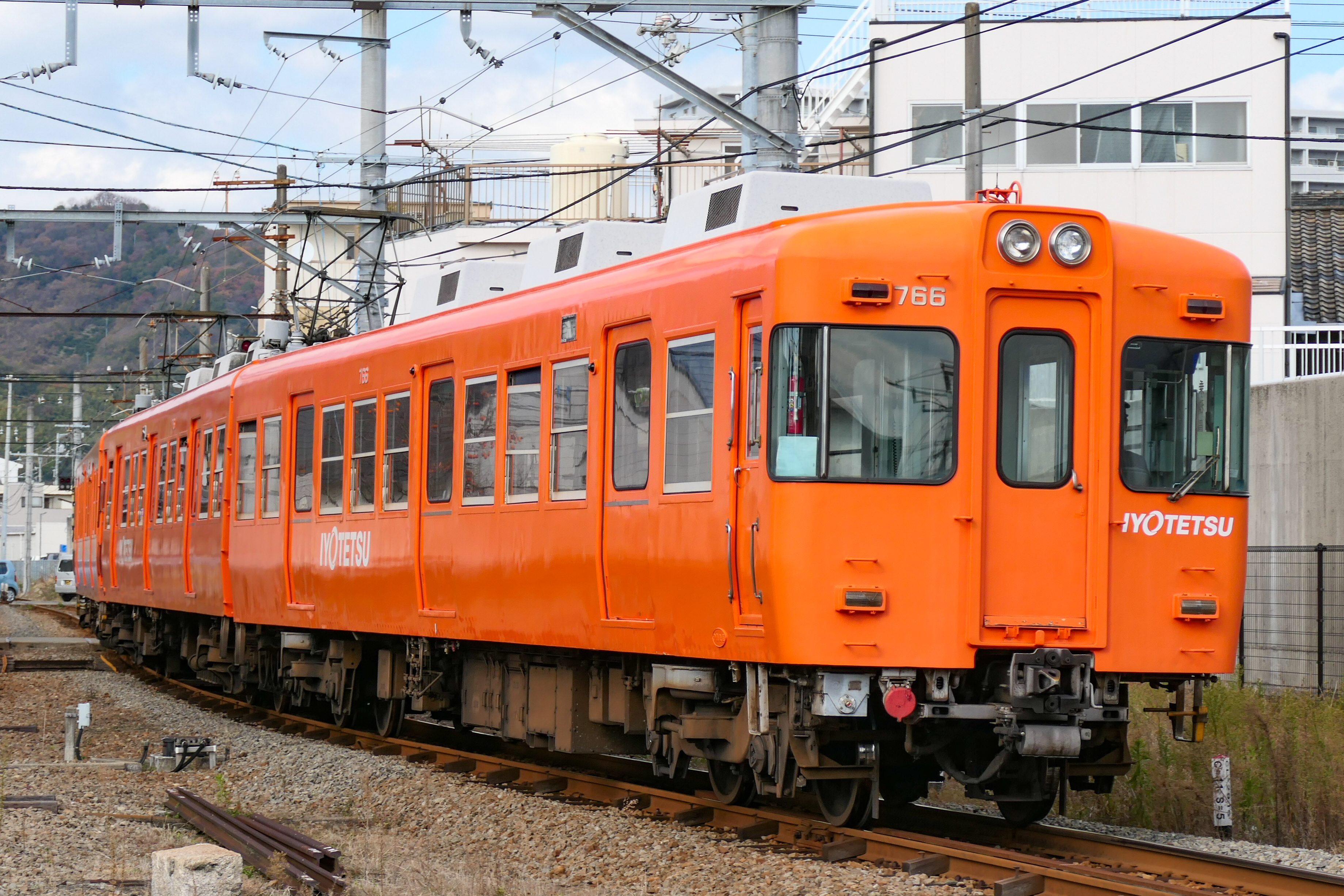
伊予鉄道700系(新塗装)
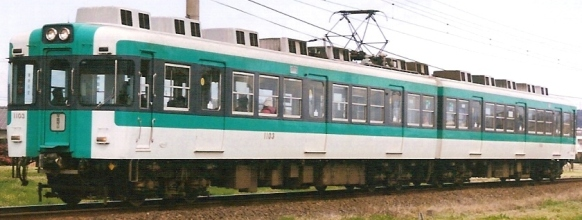
高松琴平電気鉄道1100形（旧塗装）
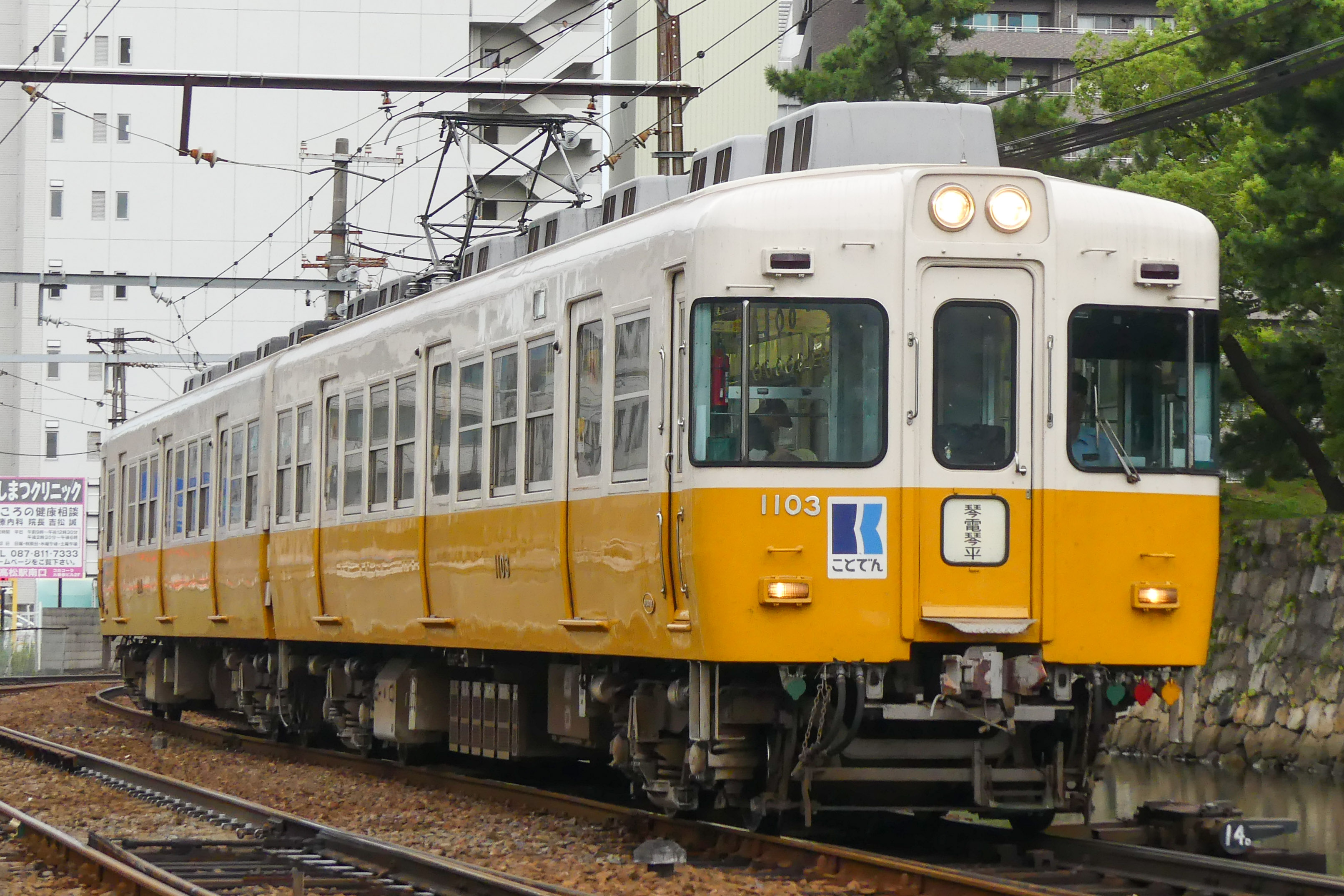
高松琴平電気鉄道1100形（新塗装）
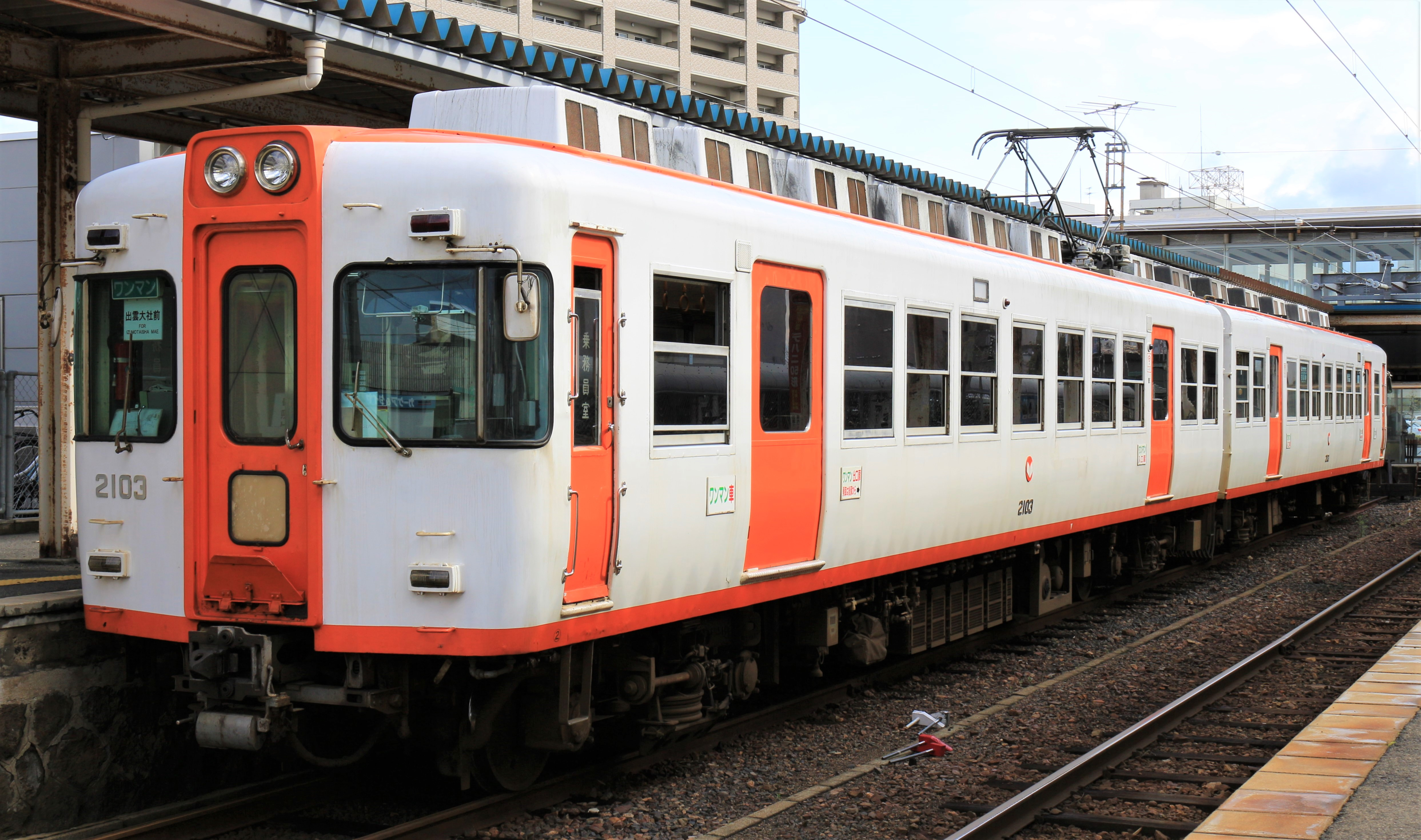
一畑電車2100系
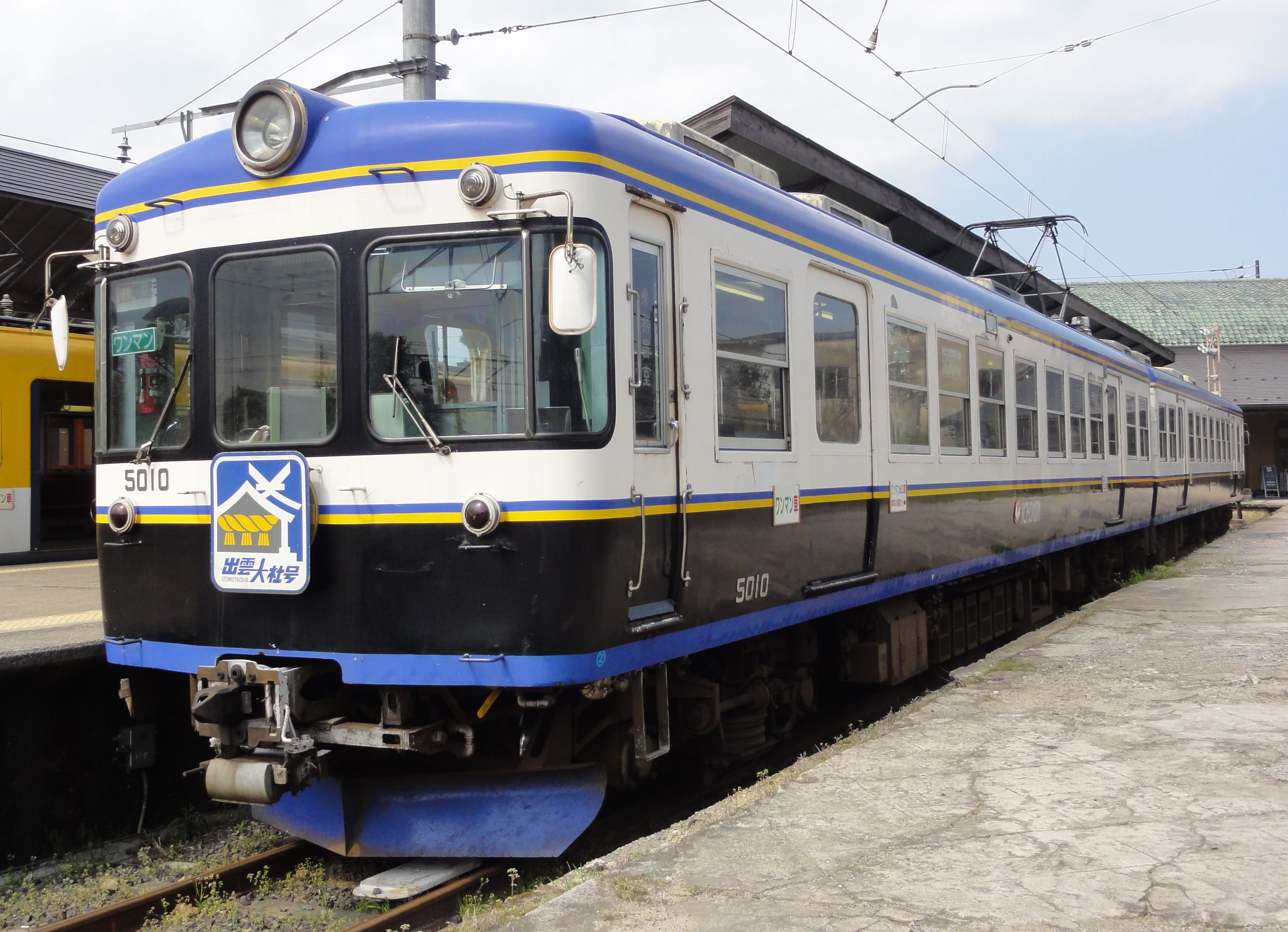
一畑電車5000系
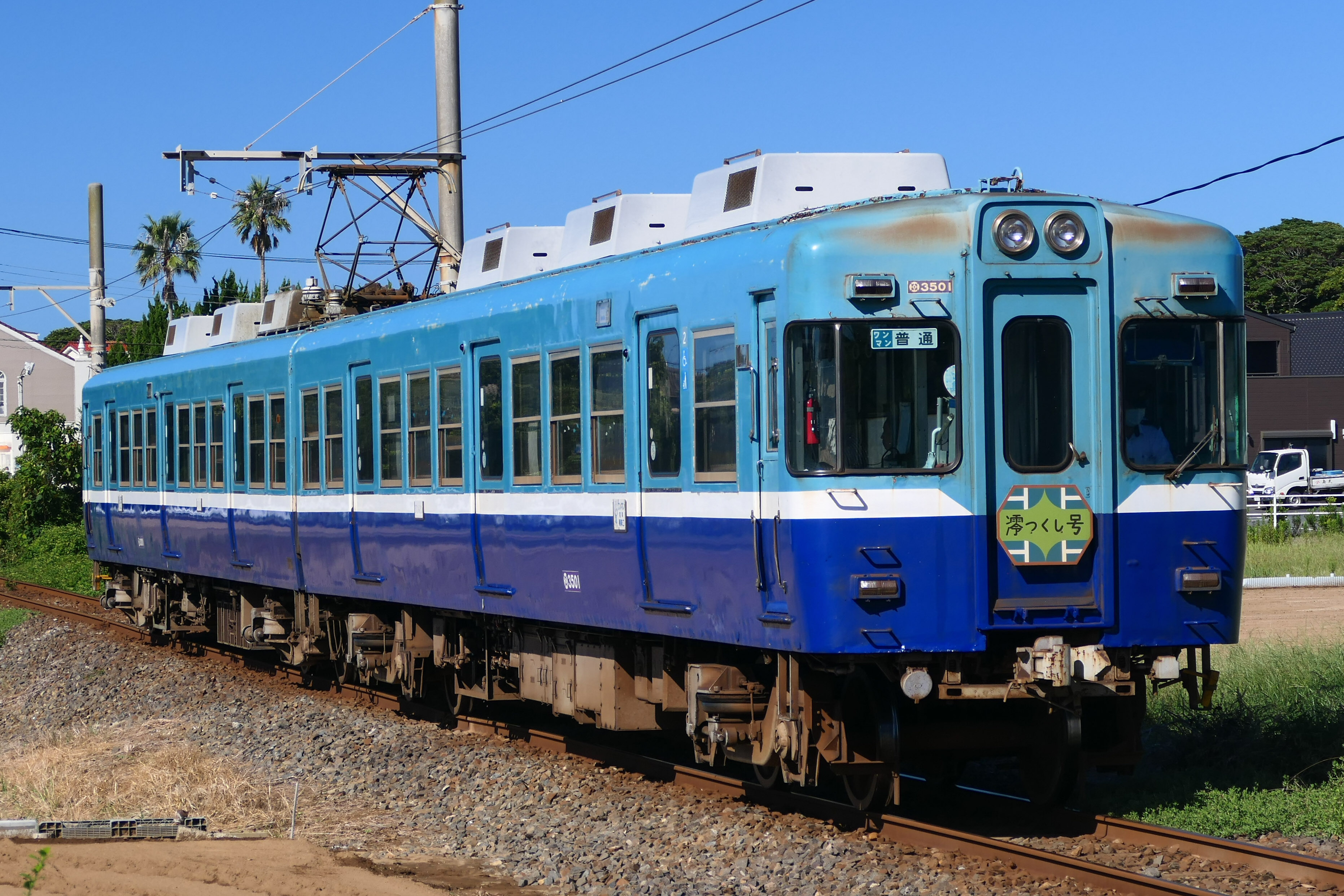
銚子電気鉄道3000形
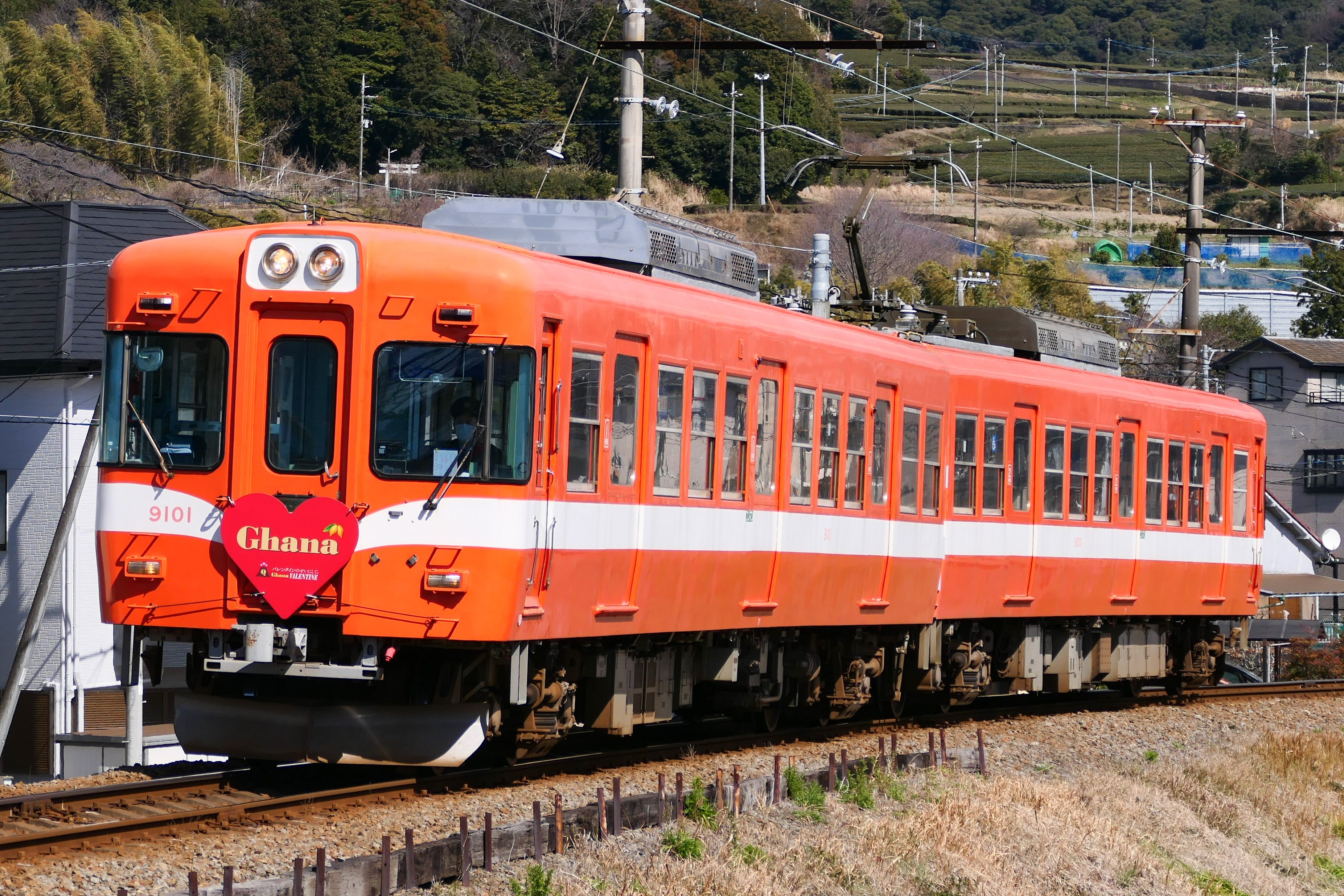
岳南電車9000形
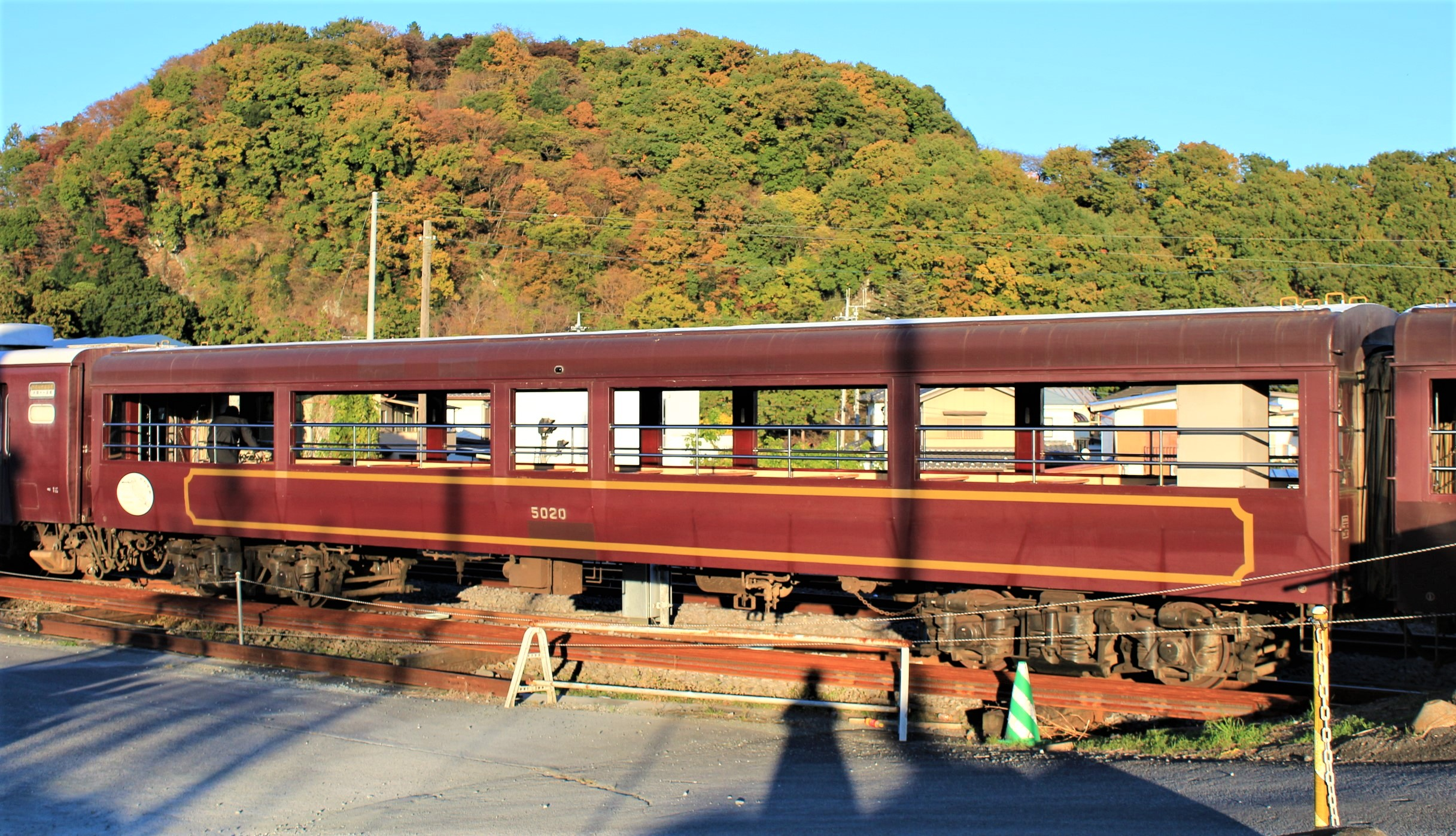
わたらせ渓谷鐵道 わ99-5020

## 保存車両

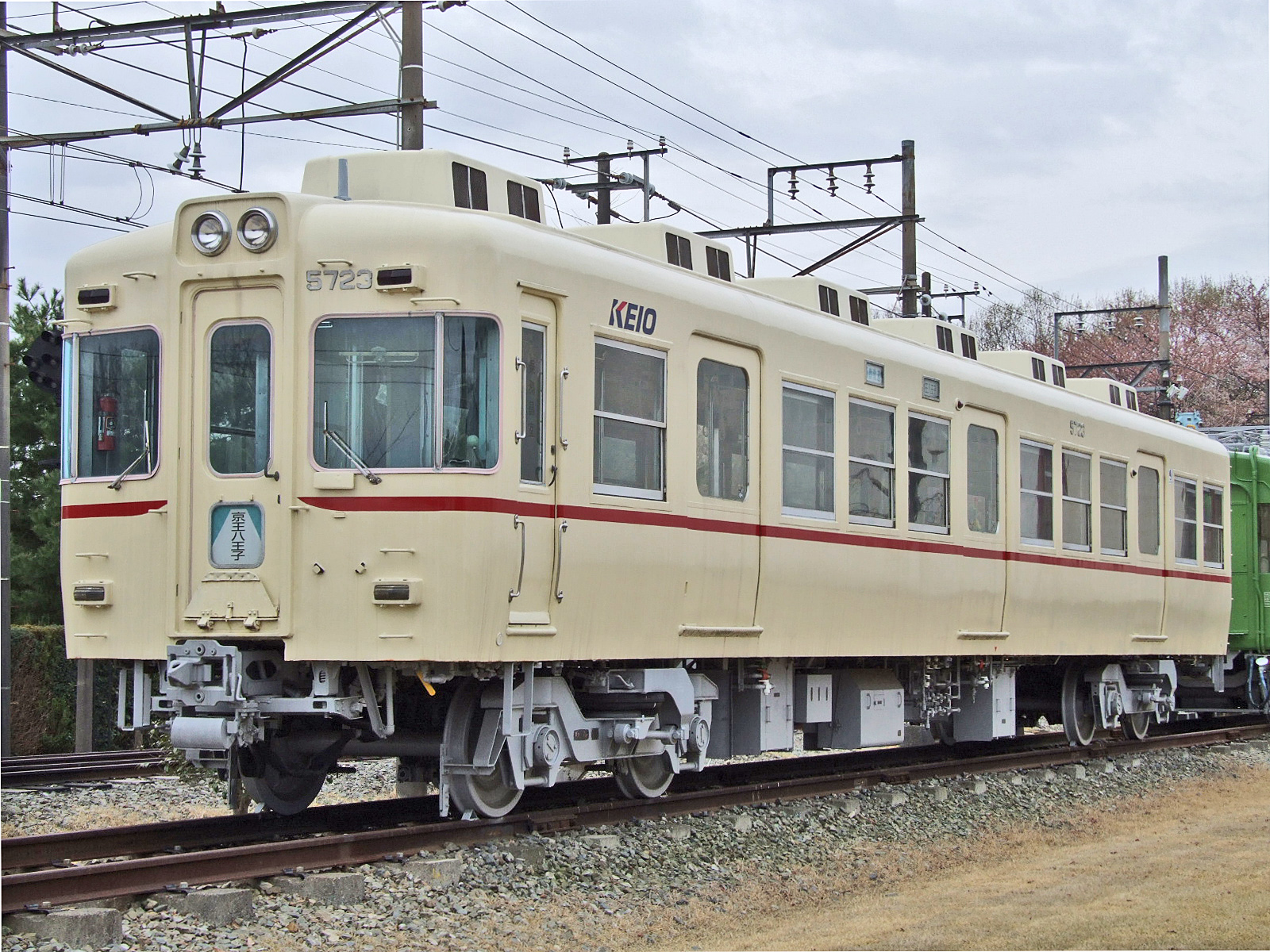
京王資料館に保存されていた当時の5000系クハ5723（2009年4月5日）

さよなら運転に充当した5722編成と5723編成のうち、クハ5723が東京都八王子市堀之内の京王資料館に保存された。2013年4月に京王れーるランドでの保存展示に備えて多摩動物公園駅前に移動し、同年10月から京王れーるランドに作られた屋根付きの展示スペースで、一般公開が開始されている。

## 編成表
下記の表は『鉄道ファン』408号および『鉄道ピクトリアル』578号・678号・734号・893号に基づく。

### 凡例
Tc …制御車、M …電動車、Mc…制御電動車
CON…制御装置、MG…補助電源装置、CP…電動空気圧縮機、PT…集電装置
|          | ← 新宿京王八王子・橋本 → | ← 新宿京王八王子・橋本 → | ← 新宿京王八王子・橋本 → | ← 新宿京王八王子・橋本 → | 製造次数 | 製造所     | 製造所     | 備考           | 備考   | 備考                             | 備考                         | 備考           | 備考                                                                               |
| 形式     | クハ5700                 | デハ5000                 | デハ5050                 | クハ5750                 | 製造次数 | 先頭車     | 中間車     | 製造日         | 車体幅 | 冷房形態                         | 冷房形態                     | 除籍・改造     | 譲渡先                                                                             |
| 区分     | Tc                       | M                        | M                        | Tc                       | 製造次数 | 先頭車     | 中間車     | 製造日         | 車体幅 | 先頭車                           | 中間車                       | 除籍・改造     | 譲渡先                                                                             |
| 車両番号 | 5701                     | 5001                     | 5051                     | 5751                     | 1次車    | 東急車輛   | 日立製作所 | 1963年8月30日  | 狭幅   | 非冷房                           | 非冷房                       | 1991年3月20日  | クハ5701は伊予鉄道に譲渡                                                           |
| 車両番号 | 5702                     | 5002                     | 5052                     | 5752                     | 1次車    | 東急車輛   | 日立製作所 | 1963年8月30日  | 狭幅   | 非冷房                           | 非冷房                       | 1991年3月20日  | クハ5702は伊予鉄道に譲渡                                                           |
| 車両番号 | 5703                     | 5003                     | 5053                     | 5753                     | 1次車    | 東急車輛   | 日立製作所 | 1963年8月30日  | 狭幅   | 非冷房                           | 非冷房                       | 1991年3月1日   | クハ5703は伊予鉄道に譲渡                                                           |
| 車両番号 | 5704                     | 5004                     | 5054                     | 5754                     | 2次車    | 日本車輛   | 日立製作所 | 1964年2月11日  | 狭幅   | 非冷房                           | 非冷房                       | 1991年3月1日   | クハ5704、5754は伊予鉄道に譲渡                                                     |
| 車両番号 | 5705                     | 5005                     | 5055                     | 5755                     | 2次車    | 日本車輛   | 日立製作所 | 1964年2月11日  | 狭幅   | 非冷房                           | 非冷房                       | 1992年2月25日  |                                                                                    |
| 車両番号 | 5706                     | 5006                     | 5056                     | 5756                     | 2次車    | 東急車輛   | 日立製作所 | 1964年2月11日  | 狭幅   | 非冷房                           | 非冷房                       | 1992年2月25日  |                                                                                    |
| 車両番号 | 5707                     | 5007                     | 5057                     | 5757                     | 3次車    | 日本車輛   | 日立製作所 | 1965年3月20日  | 広幅   | 非冷房                           | 非冷房                       | 1992年11月16日 |                                                                                    |
| 車両番号 | 5708                     | 5008                     | 5058                     | 5758                     | 3次車    | 日本車輛   | 日立製作所 | 1965年3月20日  | 広幅   | 非冷房                           | 非冷房                       | 1992年11月6日  |                                                                                    |
| 車両番号 | 5709                     | 5009                     | 5059                     | 5759                     | 4次車    | 日本車輛   | 日立製作所 | 1966年4月1日   | 広幅   | 非冷房                           | 非冷房                       | 1992年12月26日 |                                                                                    |
| 車両番号 | 5710                     | 5010                     | 5060                     | 5760                     | 4次車    | 日本車輛   | 日立製作所 | 1966年4月1日   | 広幅   | 非冷房                           | 非冷房                       | 1992年12月10日 | クハ5710は伊予鉄道に譲渡                                                           |
| 車両番号 | 5711                     | 5011                     | 5061                     | 5761                     | 5次車    | 日本車輛   | 日立製作所 | 1966年12月27日 | 広幅   | 冷房改造 分散式（集約分散式）4基 | 冷房改造 集中式1基           | 1992年11月6日  |                                                                                    |
| 車両番号 | 5712                     | 5012                     | 5062                     | 5762                     | 5次車    | 日本車輛   | 日立製作所 | 1966年12月27日 | 広幅   | 冷房改造 分散式（集約分散式）4基 | 冷房改造 集中式1基           | 1995年3月4日   |                                                                                    |
| 車両番号 | 5713                     | 5013                     | 5063                     | 5763                     | 5次車    | 日本車輛   | 東急車輛   | 1966年12月27日 | 広幅   | 冷房改造 分散式（集約分散式）4基 | 冷房改造 集中式1基           | 1995年2月9日   |                                                                                    |
| 車両番号 | 5714                     | 5014                     | 5064                     | 5764                     | 6次車    | 日本車輛   | 東急車輛   | 1967年3月10日  | 広幅   | 冷房改造 分散式（集約分散式）4基 | 冷房改造 集中式1基           | 1995年12月1日  |                                                                                    |
| 車両番号 | 5715                     | 5015                     | 5065                     | 5765                     | 6次車    | 日本車輛   | 日本車輛   | 1967年3月10日  | 広幅   | 冷房改造 分散式（集約分散式）4基 | 冷房改造 集中式1基           | 1995年12月1日  | クハ5715、5765は一畑電気鉄道へ譲渡                                                 |
| 車両番号 | 5716                     | 5016                     | 5066                     | 5766                     | 7次車    | 日本車輛   | 日立製作所 | 1967年9月9日   | 広幅   | 冷房改造 分散式6基               | 冷房改造 分散式4基→集中式1基 | 1995年2月21日  | クハ5766は一畑電気鉄道へ譲渡                                                       |
| 車両番号 | 5717                     | 5017                     | 5067                     | 5767                     | 7次車    | 東急車輛   | 東急車輛   | 1967年9月9日   | 広幅   | 冷房改造 分散式（集約分散式）4基 | 冷房改造 集中式1基           | 1995年11月17日 | クハ5717、5767は一畑電気鉄道へ譲渡                                                 |
| 車両番号 | 5718                     | 5018                     | 5068                     | 5768                     | 8次車    | 日本車輛   | 日本車輛   | 1968年5月11日  | 広幅   | 分散式8基                        | 分散式8基                    | 1995年3月17日  | クハ5718、5768は一畑電気鉄道へ譲渡                                                 |
| 車両番号 | 5719                     | 5019                     | 5069                     | 5769                     | 8次車    | 日立製作所 | 日立製作所 | 1968年5月11日  | 広幅   | 集中式1基                        | 集中式1基                    | 1995年3月4日   |                                                                                    |
| 車両番号 | 5720                     | 5020                     | 5070                     | 5770                     | 9次車    | 日立製作所 | 日立製作所 | 1969年2月15日  | 広幅   | 集中式1基                        | 集中式1基                    | 1995年11月17日 | クハ5720、5770は富士急行へ譲渡 デハ5020、5070はわたらせ渓谷鉄道へ譲渡              |
| 車両番号 | 5721                     | 5021                     | 5071                     | 5771                     | 9次車    | 日本車輛   | 日本車輛   | 1969年2月15日  | 広幅   | 分散式6基                        | 分散式6基                    | 1995年2月1日   | クハ5721、5771は高松琴平電気鉄道へ譲渡                                             |
| 車両番号 | 5722                     | 5022                     | 5072                     | 5772                     | 10次車   | 東急車輛   | 東急車輛   | 1969年6月10日  | 広幅   | 分散式6基                        | 分散式6基                    | 1996年12月21日 | 4両とも高松琴平電気鉄道へ譲渡                                                      |
| 車両番号 | 5723                     | 5023                     | 5073                     | 5773                     | 10次車   | 東急車輛   | 東急車輛   | 1969年6月10日  | 広幅   | 分散式6基                        | 分散式6基                    | 1996年12月21日 | クハ5723は京王資料館→京王れーるランドで保存 デハ5023、5073は高松琴平電気鉄道へ譲渡 |
| 搭載機器 | MG                       | CON,PT                   | MG,CP, PT                | CP                       |          |            |            |                |        |                                  |                              |                |                                                                                    |

|          | ← 新宿京王八王子 ・橋本 → | ← 新宿京王八王子 ・橋本 → | 製造次数 | 製造所   | 備考           | 備考   | 備考     | 備考           | 備考                     |
| 形式     | デハ5100 (5070)           | クハ5850 (5780)           | 製造次数 | 製造所   | 製造日         | 車体幅 | 冷房形態 | 除籍・改造     | 譲渡先                   |
| 区分     | Mc                        | Tc                        | 製造次数 | 製造所   | 製造日         | 車体幅 | 冷房形態 | 除籍・改造     | 譲渡先                   |
| 車両番号 | 5101 (5071)               | 5851 (5771)               | 1次車    | 日本車輛 | 1963年8月30日  | 狭幅   | 非冷房   | 1986年12月22日 | 2両とも伊予鉄道に譲渡    |
| 車両番号 | 5102 (5072)               | 5852 (5772)               | 1次車    | 日本車輛 | 1963年8月30日  | 狭幅   | 非冷房   | 1986年12月22日 | 2両とも伊予鉄道に譲渡    |
| 車両番号 | 5103 (5073)               | 5853 (5773)               | 1次車    | 日本車輛 | 1963年8月30日  | 狭幅   | 非冷房   | 1988年2月29日  | デハ5103は伊予鉄道に譲渡 |
| 車両番号 | 5104 (5074)               | 5854 (5774)               | 2次車    | 日本車輛 | 1963年12月30日 | 狭幅   | 非冷房   | 1986年12月22日 | 2両とも伊予鉄道に譲渡    |
| 車両番号 | 5105 (5075)               | 5855 (5775)               | 2次車    | 日本車輛 | 1963年12月30日 | 狭幅   | 非冷房   | 1988年2月29日  | デハ5105は伊予鉄道に譲渡 |
| 車両番号 | 5106 (5076)               | 5856 (5776)               | 2次車    | 日本車輛 | 1963年12月30日 | 狭幅   | 非冷房   | 1988年2月29日  | デハ5106は伊予鉄道に譲渡 |
| 車両番号 | 5107 (5077)               | 5857 (5777)               | 3次車    | 日本車輛 | 1965年4月20日  | 広幅   | 非冷房   | 1988年10月14日 | 2両とも伊予鉄道に譲渡    |
| 車両番号 | 5108 (5078)               | 5858 (5778)               | 3次車    | 日本車輛 | 1965年4月20日  | 広幅   | 非冷房   | 1989年3月22日  | 2両とも伊予鉄道に譲渡    |
| 車両番号 | 5109 (5079)               | 5859 (5779)               | 4次車    | 日本車輛 | 1966年5月10日  | 広幅   | 非冷房   | 1988年10月14日 | 2両とも伊予鉄道に譲渡    |
| 車両番号 | 5110 (5080)               | 5860 (5780)               | 4次車    | 日本車輛 | 1966年5月10日  | 広幅   | 非冷房   | 1988年10月14日 | 2両とも伊予鉄道に譲渡    |
| 車両番号 | 5111 (5081)               | 5861 (5781)               | 5次車    | 日本車輛 | 1966年12月1日  | 広幅   | 非冷房   | 1989年3月22日  | 2両とも伊予鉄道に譲渡    |
| 車両番号 | 5112 (5082)               | 5862 (5782)               | 5次車    | 日本車輛 | 1966年12月1日  | 広幅   | 非冷房   | 1988年10月14日 | 2両とも伊予鉄道に譲渡    |
| 搭載機器 | CON,PT                    | MG,CP                     |          |          |                |        |          |                |                          |

|          | ← 新宿京王八王子 ・橋本 → | ← 新宿京王八王子 ・橋本 → | ← 新宿京王八王子 ・橋本 → | 製造次数 | 製造所     | 製造所     | 備考                                          | 備考   | 備考                                                    | 備考                                                      | 備考                                   |
| 形式     | デハ5100 (5070)           | デハ5150                  | クハ5850 (5780)           | 製造次数 | 先頭車     | 中間車     | 製造日                                        | 車体幅 | 冷房形態                                                | 除籍・改造                                                | 譲渡先                                 |
| 区分     | Tc                        | M                         | Tc                        | 製造次数 | 先頭車     | 中間車     | 製造日                                        | 車体幅 | 冷房形態                                                | 除籍・改造                                                | 譲渡先                                 |
| 車両番号 | 5113 (5083)               | 5163                      | 5863 (5783)               | 5次車    | 日本車輛   | 東急車輛   | 先頭車：1966年12月27日 中間車：1968年12月25日 | 広幅   | 冷房改造 集中式1基                                      | 1992年12月16日                                            | デハ5113、クハ5863は富士急行へ譲渡     |
| 車両番号 | 5114 (5084)               | 5164                      | 5864 (5784)               | 6次車    | 日本車輛   | 東急車輛   | 先頭車：1967年3月18日 中間車：1968年6月1日    | 広幅   | 冷房改造 集中式1基                                      | 1992年11月26日                                            | デハ5114は伊予鉄道に譲渡               |
| 車両番号 | 5115 (5085)               | 5165                      | 5865 (5785)               | 6次車    | 日本車輛   | 東急車輛   | 先頭車：1967年3月18日 中間車：1968年6月1日    | 広幅   | 冷房改造 集中式1基                                      | 1992年12月11日                                            | デハ5115、クハ5865は富士急行へ譲渡     |
| 車両番号 | 5116 (5086)               | 5166                      | 5866 (5786)               | 7次車    | 日本車輛   | 東急車輛   | 先頭車：1967年9月9日 中間車：1968年6月1日     | 広幅   | 冷房改造 集中式1基                                      | 1994年2月9日                                              | デハ5116、クハ5866は富士急行へ譲渡     |
| 車両番号 | 5117 (5087)               | 5167                      | 5867 (5787)               | 7次車    | 日本車輛   | 東急車輛   | 先頭車：1967年9月9日 中間車：1968年6月1日     | 広幅   | 冷房改造 集中式1基                                      | 1994年2月9日                                              | デハ5117、クハ5867は富士急行へ譲渡     |
| 車両番号 | 5118 (5088)               | 5168                      | 5868 (5788)               | 7次車    | 日本車輛   | 東急車輛   | 先頭車：1967年9月9日 中間車：1968年6月1日     | 広幅   | 冷房改造 集中式1基                                      | 1994年2月14日                                             | デハ5118、クハ5868は富士急行へ譲渡     |
| 車両番号 | 5119                      | 5169                      | 5869                      | 8次車    | 日本車輛   | 日本車輛   | 1968年6月1日                                  | 広幅   | デハ5100形：分散式7基 デハ5150形・クハ5850形：分散型8基 | 1994年2月14日                                             | デハ5119、クハ5869は一畑電気鉄道へ譲渡 |
| 車両番号 | 5120                      | 5170                      | 5870                      | 8次車    | 日本車輛   | 日本車輛   | 1968年6月1日                                  | 広幅   | デハ5100形：分散式7基 デハ5150形・クハ5850形：分散型8基 | 1995年12月23日                                            | デハ5120、クハ5870は一畑電気鉄道へ譲渡 |
| 車両番号 | 5121                      | 5171                      | 5871                      | 8次車    | 日本車輛   | 日本車輛   | 1968年6月1日                                  | 広幅   | デハ5100形：分散式7基 デハ5150形・クハ5850形：分散型8基 | クハ5871：1979年11月16日 デハ5121、デハ5171：1995年2月9日 | デハ5121は一畑電気鉄道へ譲渡           |
| 車両番号 | 5122                      | 5172                      | 5872                      | 9次車    | 日本車輛   | 日本車輛   | 1969年2月15日                                 | 広幅   | 分散式6基                                               | 1995年3月4日                                              | デハ5122、クハ5872は富士急行へ譲渡     |
| 車両番号 | 5123                      | 5173                      | 5873                      | 9次車    | 日本車輛   | 日本車輛   | 1969年2月15日                                 | 広幅   | 分散式6基                                               | 1995年3月4日                                              | デハ5123、クハ5873は富士急行へ譲渡     |
| 車両番号 | 5124                      | 5174                      | 5874                      | 10次車   | 日立製作所 | 日立製作所 | 1969年8月20日                                 | 広幅   | 集中式1基                                               | 1995年3月4日                                              | デハ5124、クハ5874は富士急行へ譲渡     |
| 車両番号 | 5125                      | 5175                      | 5875                      | 10次車   | 日立製作所 | 日立製作所 | 1969年8月20日                                 | 広幅   | 集中式1基                                               | 1995年3月8日（電動貨車に改造） 2004年9月6日（廃車）       |                                        |
| 搭載機器 | CON,PT                    | MG,CP, PT                 | MG                        |          |            |            |                                               |        |                                                         |                                                           |                                        |